# Так Треба Продакшн
«Так Треба Продакшн» (TAK TREBA PRODUCTION) — мультимедійна компанія, яка спеціалізується на послугах з адаптації іноземних фільмів, серіалів та анімації (озвучування, дубляж, титрування українською мовою).
Клієнти «Так Треба Продакшн» — це українські та іноземні телеканали та телевізійні мережі, продакшн-компанії, та дистриб'ютори.

## Історія
Компанію засновано у вересні 2003 року. У 2007 році компанія підписала договір про консультаційне обслуговування з консалтинговою компанією «Інформаційне агентство „Медія Ресурси Менеджмент“ („МРМ“)». Співпраця стосується переговорів з іноземними замовниками, розробка клієнт-сервісної бази даних, промо-заходи та маркетингові консультації на внутрішньому та зовнішніх ринках.
У 2009 році на території «Film.UA Studio» відкрито дві студії перекладу.
З 2010 року компанія є постійним технічним партнером конференції «FORMAT SHOW».
У 2013 році компанія разом з «Signal Red» для благодійного проєкту підготували українську версію ролика-трейлеру «Шрифт Брайля».
У 2014—2015 роках компанії виконала 127 годин дубляжу, 580 годин субтитрування і 4781 годину озвучування двома мовами (українська та російська).
Наприкінці 2015 року до ефіру групи каналів «Cine+» вийшли перші серії бразильського серіалу «Перлина кохання», озвучені українською мовою. Планувалось, що у 2016 році кількість годин серіалів, озвучених студією для телеканалів групи «Воля», досягне 350.
Компанія працює двадцятьма мовами та щомісячно адаптує в межах 250—300 годин відеоконтенту.

## Колектив
Команда спеціалістів, що складається з акторів дубляжу, редакторів, звукорежисерів, перекладачів, кастинг-менеджерів.

## Студії
П'ять високотехнологічних студій звукозапису з сучасним обладнанням для звукозапису та супутніх послуг. Кожна зі студій здатна виробляти 100 годин озвученого продукту на місяць або 40 годин дубляжу.[джерело?]

## Дитяча школа дубляжу
У 2012 році студія відкрила Дитячу школу озвучування та дубляжу, в якій діти віком від 6 до 15 років можуть спостерігати за процесом озвучування та дубляжу. Протягом трьох місяців дітей під керівництвом фахівців компанії в професійних студіях звукозапису на кіностудії «Film.UA» навчають азам акторської майстерності, коригують дикцію, вчать працювати з голосом, з мікрофоном, а також на практиці озвучують мультфільм в професійних студіях.
Дитяча школа озвучування та дубляжу є частиною освітньої програми «Cinema Kids» в межах «факультету Film.UA».

## Дубляж українською
Закордонна продукція
- «Хороший, поганий, злий» (англ. The Good, the Bad and the Ugly, 1966)
- «Роккі» (5 частин) (англ. Rocky, 1976—1990)
- «Самотній вовк Маккуейд» (англ. Lone Wolf McQuade, 1983)
- «Червоний світанок» (англ. Red Dawn, 1984)
- «1984» (англ. 1984, 1984)
- «Вторгнення у США» (англ. Invasion U.S.A., 1985)
- «Кодекс мовчання» (англ. Code of Silence, 1985)
- «Копальні царя Соломона» (англ. King Solomon's Mines, 1985)
- «Американський ніндзя» (4 частини) (англ. American Ninja, 1985—1990)
- «Назад у майбутнє» (3 частини) (англ. Back to the Future, 1985—1990)
- «Загін Дельта» (2 частини) (англ. The Delta Force, 1986—1990)
- «Аллан Квотермейн та загублене місто золота» (англ. Allan Quatermain and the Lost City of Gold, 1986)
- «Найкращий стрілець» (англ. Top Gun, 1986)
- «Надін» (англ. Nadine, 1987)
- «Щосили» (англ. Over the Top, 1987)
- «Космічні яйця» (англ. Spaceballs, 1987)
- «Володарі Всесвіту» (англ. Masters of the Universe, 1987)
- «Скинь маму з поїзда» (англ. Throw momma from the train, 1987)
- «Міцний горішок» (3 частини) (англ. Die Hard, 1988—1995)
- «Кривавий спорт» (англ. Bloodsport, 1988)
- «Кіборг» (англ. Cyborg, 1989)
- «Сімпсони» (26—31 сезони) (англ. The Simpsons, 1989—)
- «Сам удома» (2 частини) (англ. Home Alone, 1990—1992)
- «Мізері» (англ. Misery, 1990)
- «Морські котики» (англ. Navy seals, 1990)
- «Ордер на смерть» (англ. Death Warrant, 1990)
- «Подвійний удар» (англ. Double Impact, 1991)
- «Мовчання ягнят» (англ. The Silence of the Lambs, 1991)
- «Робін Гуд: Принц злодіїв» (англ. Robin Hood: Prince of Thieves, 1991)
- «Термінатор 2: Судний день» (англ. Terminator 2, 1991)
- «День бабака» (англ. Groundhod Day, 1993)
- «Кримінальне чтиво» (англ. Pulp Fiction, 1994)
- «Форрест Ґамп» (англ. Forrest Gump, 1994)
- «Зоряна брама» (англ. Stargate, 1994)
- «Клерки» (англ. Clerks, 1994)
- «Ворон» (англ. The Crow, 1994)
- «Танкістка» (англ. Tank girl, 1995)
- «Суддя Дредд» (англ. Judge Dredd, 1995)
- «Чотири кімнати» (англ. Four Rooms, 1995)
- «Від заходу до світанку» (3 частини) (англ. From Dusk Till Dawn, 1996—1999)
- «Крик» (3 частини) (англ. Scream, 1996—2000)
- «Місія нездійсненна» (3 частини) (англ. Mission: Impossible, 1996—2006)
- «Родина напрокат» (англ. Borrowed Hearts, 1997)
- «Південний парк» (англ. South Park, 1997—)
- «Без обличчя» (англ. Face/Off, 1997)
- «Поліцейські» (англ. Cop Land, 1997)
- «Мураха Антц» (англ. Antz, 1998)
- «Факультет» (англ. The Faculty, 1998)
- «Безчуттєвий» (англ. Senseless, 1998)
- «Ворог держави» (англ. Enemy of the State, 1998)
- «Таксі» (4 частини) (фр. Taxi, 1998—2007)
- «Талановитий містер Ріплі» (англ. The Talented Mr. Ripley, 1999)
- «І цілого світу замало» (англ. The World is Not Enough, 1999)
- «Сім'янин» (12—15 сезони) (англ. Family Guy, 1999—)
- «Матриця» (3 частини) (англ. The Matrix, 1999—2003)
- «Футурама» (6 сезон) (англ. Futurama, 1999—2013)
- «Дуже страшне кіно» (англ. Scary Movie, 2000)
- «Дев'ять ярдів» (англ. The Whole Ten Yards, 2000)
- «Щоденник Бріджит Джонс» (англ. Bridget Jones's Diary, 2001)
- «Джей та Мовчазний Боб завдають удар у відповідь» (англ. Jay and Silent Bob Strike Back, 2001)
- «Володар перснів» (3 частини) (англ. Lord of the Rings, 2001—2003)
- «Гаррі Поттер» (4 частини) (англ. Harry Potter, 2001—2005)
- «Людина-павук» (2 частини) (англ. Spider Man, 2002—2004)
- «Чотири пера» (англ. The Four Feathers, 2002)
- «Еквілібріум» (англ. Equilibrium, 2002)
- «Діти шпигунів 2» (англ. Spy Kids 2, 2002)
- «Ті, що говорять із вітром» (англ. Windtalkers, 2002)
- «Карлсон, який мешкає на даху» (швед. Karlsson pa taket, 2002)
- «Дракон, що летить, тигр, що стрибає» (англ. Flying dragon, Leaping tiger, 2002)
- «Ангели Чарлі: Тільки вперед» (англ. Charlie's Angels: Full Throttle, 2003)
- «Контроль над гнівом» (англ. Anger Management, 2003)
- «Поза часом» (англ. Out of time, 2003)
- «Голлівудські копи» (англ. Hollywood Homicide, 2003)
- «Дочка мого боса» (англ. My Boss's Daughter, 2003)
- «Агент Коді Бенкс» (2 частини) (англ. Agent Cody Banks, 2003—2004)
- «Загублені» (1—3 сезони) (англ. Lost, 2004—2010)
- «Відчайдушні домогосподарки» (1—2 сезони) (англ. Desperate Housewives, 2004—2012)
- «Старскі та Гатч» (англ. Starsky & Hutch, 2004)
- «Хеллбой: Герой із пекла» (англ. Hellboy, 2004)
- «Шрек 2» (англ. Shrek 2, 2004)
- «Місто гріхів» (англ. Sin City, 2005)
- «Великий рейд» (англ. The Great Raid, 2005)
- «Містер і Місіс Сміт» (англ. Mr. and Mrs. Smith, 2005)
- «Лисий нянька: Спецзавдання» (англ. The Pacifier, 2005)
- «Мадагаскар» (англ. Madagascar, 2005)
- «Анатомія Грей» (1—2 сезони) (англ. Grey's Anatomy, 2005—2007)
- «Айтішники» (англ. The IT Crowd, 2006—2010)
- «Роккі Бальбоа» (англ. Rocky Balboa, 2006)
- «Каспер: Школа страху» (англ. Casper's Scare School, 2007)
- «Грабуй награбоване» (англ. Leverage, 2008—2012)[2]
- «Призначений» (пол. Naznaczony, 2009)
- «Анджеліна-балерина: Нові кроки» (англ. Angelina Ballerina. The Next steps, 2009—2010)
- «Зоо-фактор» (англ. Zoo Factor, 2010)
- «Маленький принц» (англ. The Little Prince, 2010—2013)
- «Вулик» (англ. The Hive, 2010—2016)
- «Міа та я» (1—2 сезони) (англ. Mia and me, 2011—2014)
- «Друзяки з джунглів: Команда порятунку» (англ. Jungle Bunch: To the Rescue, 2011)
- «Дбайливі ведмедики: Країна добра» (англ. Care Bears: Welcome to Care-a-Lot, 2012)
- «Нові пригоди Пітера Пена» (англ. The New Adventures of Peter Pan, 2012)
- «Скандал» (1—2 сезони) (англ. Scandal, 2012—2014)
- «Елементарно» (1—2 сезони) (англ. Elementary, 2012—т.ч.)
- «Наложниця» (англ. Living by Love, 2013)
- «Низьке зимове сонце» (англ. Low Winter Sun, 2013)
- «Під куполом» (1 сезон) (англ. Under the Dome, 2013—2015)
- «Містер Хутен і леді» (англ. Hooten & the Lady, 2016)
- «Розкрадачка гробниць: Лара Крофт» (англ. Tomb Raider, 2018)
- «Анонім» (англ. Anon, 2018)
- «Новобранець» (англ. The Rookie, 2018—т.ч.)
- «Продукція „Netflix“» (дубльовано українською)

Російська та українська продукція
- «Бабусині казки» (рос. Бабушкины сказки, 1947—1954)
- «Моя прекрасна нянька» (рос. Моя прекрасная няня, 2004—2008)
- «Смішарики» (рос. Смешарики, 2004—т.ч.)
- «Лунтик та його друзі» (1, 7 сезони) (рос. Лунтик и его друзья, 2006—т.ч.)
- «Жіночий лікар» (рос. Женский доктор, 2012—2020)
- «Смертельно живий» (рос. Смертельно живой, 2014)
- «Це було у моря» (рос. Это было у моря, 2017)
- «Вірю. Люблю. Сподіваюсь» (рос. Верю. Люблю. Надеюсь, 2017)
- «Фантом» (рос. Фантом, 2019)

## Закадрове озвучення українською
Закордонна продукція
- «Класичні герої» (англ. Classic heroes, 1926—1957, озвучено на замовлення відеокомпанії Віккон)
- «Веселі мелодії» (англ. Merrie Melodies, 1931—1969)
- «Білосніжка та семеро гномів» (англ. Snow White and the Seven Dwarfs, 1937, озвучено на замовлення відеокомпанії Віккон)
- «Грозовий перевал» (англ. Wuthering Heights, 1939, озвучено на замовлення AMC)
- «Піноккіо» (англ. Pinocchio, 1940, озвучено на замовлення відеокомпанії Віккон)
- «Дамбо» (англ. Dambo, 1941, озвучено на замовлення відеокомпанії Віккон)
- «Бембі» (англ. Bambi, 1941, озвучено на замовлення відеокомпанії Віккон)
- «Саботаж» (англ. Saboteur, 1942)
- «Попелюшка» (англ. Cinderella, 1950, озвучено на замовлення відеокомпанії Віккон)
- «Фанфан-тюльпан» (фр. Fanfan la Tulipe, 1952)
- «Моряк Попай» (англ. Popeye the Sailor, 1952—1957, озвучено на замовлення відеокомпанії Віккон)
- «Пітер Пен» (англ. Peter Pan, 1953, озвучено на замовлення відеокомпанії Віккон)
- «Римські канікули» (англ. Roman Holiday, 1953, озвучено на замовлення телекомпанії Інтер)
- «У порту» (англ. On the Waterfront, 1954)
- «Сидячий бик» (англ. Sitting Bull, 1954, озвучено на замовлення AMC)
- «Південно-західний перевал» (англ. Southwest passage, 1954, озвучено на замовлення AMC)
- «Воїн-індіанець» (англ. The Indian Fighter, 1955, озвучено на замовлення AMC)
- «Бандитський наїзд» (англ. Roober's Roost, 1955, озвучено на замовлення AMC)
- «Джентльмени одружуються на брюнетках» (англ. Gentlemen Marry Brunettes, 1955, озвучено на замовлення AMC)
- «Людина з Кентукі» (англ. Man from Kentucky, 1955, озвучено на замовлення AMC)
- «Убивство» (англ. The Killing, 1956, озвучено на замовлення AMC)
- «Іноземна інтрига» (англ. Foreign intrigue, 1956, озвучено на замовлення AMC)
- «Поцілунок перед смертью» (англ. A kiss before dying, 1956, озвучено на замовлення AMC)
- «Гордість і пристрасть» (англ. The pride and the passion, 1957, озвучено на замовлення AMC)
- «Бунт на форт Ларамі» (англ. Revolt at Fort laramie, 1957, озвучено на замовлення AMC)
- «Солодкий аромат успіху» (англ. Sweet Smell of Succes, 1957, озвучено на замовлення AMC)
- «Паризькі канікули» (англ. Paris Holiday, 1958, озвучено на замовлення телекомпанії Інтер)
- «Ковбої» (англ. Cowboy, 1958)
- «Самотній вершник Бьюкенен» (англ. Buchanan Rides Alone, 1958)
- «Самотній вершник» (англ. Ride Lonesome, 1959)
- «У джазі тільки дівчата» (англ. Some Like It Hot, 1959)
- «Пагорб „Відбивна“» (англ. Pork Chop Hill, 1959, озвучено на замовлення AMC)
- «Зупинка команчів» (англ. Comanche Station, 1960)
- «Дорога в горах» (англ. The Mountain Road, 1960)
- «Територія Оклахоми» (англ. Oklahoma Territory, 1960, озвучено на замовлення AMC)
- «Неперевершена сімка» (англ. The Magnificent Seven, 1960, озвучено на замовлення AMC)
- «З породи втікачів» (англ. The Fugitive Kind, 1960, озвучено на замовлення AMC)
- «Тарас Бульба» (англ. Taras Bulba, 1962, озвучено на замовлення AMC)
- «Федра» (англ. Phaedra, 1962, озвучено на замовлення AMC)
- «Слідкуй за мрією» (англ. Follow that dream, 1962, озвучено на замовлення AMC)
- «Джеронімо» (англ. Geronimo, 1962, озвучено на замовлення AMC)
- «Історії жахів» (англ. Tales of terror, 1962, озвучено на замовлення AMC)
- «Комедія жахів» (англ. Comedy of terrors, 1963, озвучено на замовлення AMC)
- «Велика втеча» (англ. The Great Escape, 1963, озвучено на замовлення AMC)
- «Меч у камені» (англ. The Sword in the Stone, 1963, озвучено на замовлення К1)
- «Рожева пантера» (4 частини) (англ. The Pink Panther, 1963—1982, озвучено на замовлення AMC)
- «Вірна дружина» (англ. Woman of Straw, 1964, озвучено на замовлення AMC)
- «Ескадрилья 633» (англ. 633 Squadron, 1964, озвучено на замовлення AMC)
- «Царі сонця» (англ. Kings of the Sun, 1964, озвучено на замовлення AMC)
- «Вечірка для дорослих» (англ. Pajama's party, 1964, озвучено на замовлення AMC)
- «Постріл у темряві» (англ. A shot in the dark, 1964, озвучено на замовлення AMC)
- «Гробниця Лігеї» (англ. The tomb of Ligeia, 1964, озвучено на замовлення AMC)
- «Людина з Ріо» (фр. L'Homme De Rio, 1964, озвучено на замовлення Cine+)
- «Жандарм» (збірка фільмів) (фр. Le Gendarme, 1964—1970, озвучено на замовлення Cine+)
- «Фантомас» (3 частини) (фр. Fantomas, 1964—1967, озвучено на замовлення кіноканалу Ентер-фільм)
- «Анжеліка» (5 частин) (фр. Angélique, 1964—1967, озвучено на замовлення НСТУ)
- «Джеймс Бонд» (англ. James Bond, 1964—2002)
- «Мері Поппінс» (англ. Mary Poppins, 1964)
- «Кет Балу» (англ. Cat Ballou, 1965, озвучено на замовлення ICTV)
- «Вірна рука» (англ. Old Surehand, 1965, озвучено на замовлення К1)
- «Вона» (англ. She, 1965, озвучено на замовлення AMC)
- «Лижна вечірка» (англ. Ski party, 1965, озвучено на замовлення AMC)
- «Помри, монстр, помри» (англ. Die, monster, die, 1965, озвучено на замовлення AMC)
- «Пляжні ігри» (англ. Beach Blanket Bingo, 1965, озвучено на замовлення AMC)
- «Як украсти мільйон» (англ. How to Steal a Million, 1966)
- «Група» (англ. The Group, 1966, озвучено на замовлення AMC)
- «Тандерберди, вперед!» (англ. Thunderbirds are GO, 1966, озвучено на замовлення AMC)
- «Френкі та Джонні» (англ. Frankie and Johnny, 1966, озвучено на замовлення AMC)
- «Засідка на бухті» (англ. Ambush Bay, 1966, озвучено на замовлення AMC)
- «Наму, кит убивця» (англ. Namu, The Killer whale, 1966, озвучено на замовлення AMC)
- «Оскар» (фр. Oscar, 1967, озвучено на замовлення Cine+)
- «Астерікс та Обелікс» (збірка мультфільмів) (фр. Astérix et Obélix, 1967—2014)
- «Білий автобус» (англ. The White Bus, 1967, озвучено на замовлення AMC)
- «Горщик меду» (англ. The honey pot, 1967, озвучено на замовлення AMC)
- «Як встигнути в шоу-бізнесі, не роблячи нічого» (англ. How to Succeed in Business Without Really Trying, 1967, озвучено на замовлення AMC)
- «Смерть мчить на коні» (англ. Death ride a horse, 1967, озвучено на замовлення AMC)
- «Вісімка втікачів» (англ. Eight of the lam, 1967, озвучено на замовлення AMC)
- «Фітцвіллі» (англ. Fitzwilly, 1967, озвучено на замовлення AMC)
- «Атака легкої кавалерії» (англ. The Charge of the Light Brigade, 1968, озвучено на замовлення AMC)
- «Дикуни на вулицях» (англ. Wild in the Streets, 1968, озвучено на замовлення AMC)
- «Паперовий лев» (англ. Paper lion, 1968, озвучено на замовлення AMC)
- «Ніч нальоту на заклад Мінскі» (англ. The Night They Raided Minsky's, 1968, озвучено на замовлення AMC)
- «Інспектор Клузо» (англ. Inspector Clouseau, 1968, озвучено на замовлення AMC)
- «Сабата» (3 частини) (англ. Sabata, 1969—1971, озвучено на замовлення AMC)
- «Брудна гра» (англ. Play dirty, 1969, озвучено на замовлення AMC)
- «Таємниця селища Санта Вікторії» (англ. The Secret of Santa Vittoria, 1969, озвучено на замовлення AMC)
- «Сатририкон Фелліні» (англ. Fellini - Satyricon, 1969, озвучено на замовлення AMC)
- «Номер один» (англ. Number One, 1969, озвучено на замовлення AMC)
- «Культ проклятих» (англ. Angel, Angel, Down We Go, 1969, озвучено на замовлення AMC)
- «Вперше» (англ. The first time, 1969, озвучено на замовлення AMC)
- «Сенс життя» (англ. Some Kind of a Nut, 1969, озвучено на замовлення AMC)
- «Заморожений» (фр. Hibernatus, 1969, озвучено на замовлення кіноканалу Ентер-фільм)
- «Остання реліквія» (ест. Vimme reliikvia, 1969, озвучено на замовлення Cine+)
- «Людина-оркестр» (фр. L'Homme orchestre, 1970, озвучено на замовлення Cine+)
- «Кицю, я тебе кохаю» (англ. Pussycat, Pussycat, I love you, 1970, озвучено на замовлення AMC)
- «Гніздо шершнів» (англ. Hornets' Nest, 1970, озвучено на замовлення AMC)
- «Янгол без ланцюга» (англ. Angel Unchained, 1970, озвучено на замовлення AMC)
- «Лупо» (англ. Lupo, 1970, озвучено на замовлення AMC)
- «Кривава мама» (англ. Bloody mama, 1970, озвучено на замовлення AMC)
- «Гармата для Кордоби» (англ. Cannon for Cordoba, 1970, озвучено на замовлення AMC)
- «Крик і знову крик» (англ. Scream and scream again, 1970, озвучено на замовлення AMC)
- «Паромник» (англ. Barquero, 1970, озвучено на замовлення AMC)
- «Вперед у джунглі» (англ. Carry on Up the Jungle, 1970)
- «Граф Йорга» (2 частини) (англ. Count Yorga, vampire, 1970—1971, озвучено на замовлення AMC)
- «Коломбо» (англ. Columbo, 1971—1990, озвучено на замовлення НТН)
- «Манія величі» (фр. La folie des grandeurs, 1971, озвучено на замовлення кіноканалу Ентер-фільм)
- «Док» (англ. Doc, 1971, озвучено на замовлення AMC)
- «На південь верхи на мотоциклах» (англ. Cycles South, 1971, озвучено на замовлення AMC)
- «Неділя, проклята неділя» (англ. Sunday, bloody sunday, 1971, озвучено на замовлення AMC)
- «200 мотелів» (англ. 200 motels, 1971, озвучено на замовлення AMC)
- «Вон Рігтгофен і Браун» (англ. Von Richthofen and Brown, 1971, озвучено на замовлення AMC)
- «Людина зі сходу» (італ. E pol lo chiamarono il magnifico, 1972, озвучено на замовлення AMC)
- «Хіккі і Боггз» (англ. Hickey & Boggs, 1972, озвучено на замовлення AMC)
- «По ту сторону 110-ї вулиці» (англ. Across 100th Street, 1972, озвучено на замовлення AMC)
- «Чудова сімка знову в сідлі» (англ. The Magnificent Seven Ride!, 1972, озвучено на замовлення AMC)
- «Суперзвір» (англ. Superbeast, 1972, озвучено на замовлення AMC)
- «Камінь спотикання» (англ. The offence, 1972, озвучено на замовлення AMC)
- «Зіта і Гіта» (англ. Seeta Aur Geeta, 1972, озвучено на замовлення Cine+)
- «Хрещений батько» (всі частини) (англ. The Godfather, 1972—1990)
- «Вона більше не говорить… вона стріляє» (фр. Elle cause plus... elle flingue, 1972)
- «Високий блондин у чорному черевику» (2 частини) (фр. Le grand blond avec une chaussure noire, 1972—1974)
- «Кричи, Блакуло, кричи» (англ. Scream Bacula scream, 1973, озвучено на замовлення AMC)
- «Дай п'ять» (англ. Five on the Black Hand Side, 1973, озвучено на замовлення AMC)
- «Копи та грабіжники» (англ. Cops and Robbers, 1973, озвучено на замовлення AMC)
- «Я втік з острова Диявола» (англ. I Escaped from Devil's Island, 1973, озвучено на замовлення AMC)
- «Образа» (англ. The Offence, 1973, озвучено на замовлення AMC)
- «Електра Глайд» (англ. Electra Glide in Blue, 1973, озвучено на замовлення AMC)
- «Безлад в Гарлемі» (англ. Hell Up in Harlem, 1973, озвучено на замовлення AMC)
- «Злі вулиці» (англ. Mean Streets, 1973)
- «Грабіжники поїздів» (англ. The Train Robbers, 1973)
- «Раса Панів» (фр. La race des Seigneurs, 1974)
- «На перших шпальтах» (англ. The Front Page, 1974)
- «Дев'ять життів кота Фріца» (англ. The Nine Lives of Fritz the Cat, 1974, озвучено на замовлення кіноканалу Ентер-фільм)
- «Борсаліно і компанія» (англ. Borsalino & Co, 1974, озвучено на замовлення Cine+)
- «Вантажівка Тернер» (англ. Truck Turner, 1974, озвучено на замовлення AMC)
- «Містер Маджестік» (англ. Mr. Majestyk, 1974, озвучено на замовлення AMC)
- «Фоксі Браун» (англ. Foxy Brown, 1974, озвучено на замовлення AMC)
- «Шугар Хілл» (англ. Sugar Hill, 1974, озвучено на замовлення AMC)
- «Божевілля» (англ. Deranged, 1974, озвучено на замовлення AMC)
- «Біллі, два капелюха» (англ. Billy, two hats, 1974, озвучено на замовлення AMC)
- «Геклберрі Фінн» (англ. Huckleberry Finn, 1974, озвучено на замовлення AMC)
- «Дивовижна Грейс» (англ. Amazing Grace, 1974, озвучено на замовлення AMC)
- «Інспектор Деррік» (нім. Derrick, 1974—1998, озвучено на замовлення Film.UA Distribution)
- «Зорро» (англ. Zorro, 1975, озвучено на замовлення Cine+)
- «Фантоцці» (збірка фільмів) (італ. Fantozzi, 1975, озвучено на замовлення Cine+)
- «Поліцейська історія» (фр. Flic Story, 1975, озвучено на замовлення Cine+)
- «Роллербол» (англ. Rollerball, 1975, озвучено на замовлення AMC)
- «Ранчо Делюкс» (англ. Rancho Deluxe, 1975, озвучено на замовлення AMC)
- «Бактаун, США» (англ. Bucktown, USA, 1975, озвучено на замовлення AMC)
- «П'ятниця Фостер» (англ. Friday Foster, 1975, озвучено на замовлення AMC)
- «Училище Кулі» (англ. Cooley high, 1975, озвучено на замовлення AMC)
- «Зерно, Ерл та я» (англ. Cornbread, Earl and Me, 1975, озвучено на замовлення AMC)
- «Вставки» (англ. Inserts, 1975, озвучено на замовлення AMC)
- «Світ майбутнього» (англ. Futureworld, 1976, озвучено на замовлення AMC)
- «Драм» (англ. Drum, 1976, озвучено на замовлення AMC)
- «Залишайся голодним» (англ. Stay Hungry, 1976, озвучено на замовлення AMC)
- «Тюрма округу Джексон» (англ. Jackson County Jail, 1976, озвучено на замовлення AMC)
- «Блеф» (італ. Bluff, 1976, озвучено на замовлення Cine+)
- «Синьйор Робінзон» (італ. Il signor Robinson, 1976, озвучено на замовлення Cine+)
- «Русалонька» (чеськ. Mala morska vila, 1976, озвучено на замовлення К1)
- «Таксист» (англ. Taxi Driver, 1976)
- «Чорна неділя» (англ. Black Sunday, 1977)
- «Безодня» (англ. The Deep, 1977)
- «Крутий наполовину» (англ. Semi-tough, 1977, озвучено на замовлення AMC)
- «Джозеф Ендрюс» (англ. Joseph Andrews, 1977, озвучено на замовлення AMC)
- «Білий бізон» (англ. The White Buffalo, 1977, озвучено на замовлення AMC)
- «Грім, що гримить» (англ. Rolling thunder, 1977, озвучено на замовлення AMC)
- «Імперія мурах» (англ. Empire of the Ants, 1977, озвучено на замовлення AMC)
- «Люди, яких забув час» (англ. The People That Time Forgot, 1977, озвучено на замовлення AMC)
- «Бродяга-мільярдер» (англ. The Billion dollar hobo, 1977, озвучено на замовлення AMC)
- «Острів доктора Моро» (англ. Island of Dr. Moreau, 1977, озвучено на замовлення AMC)
- «Чужа донька» (англ. Audrey Rose, 1977, озвучено на замовлення AMC)
- «Щелепи 2» (англ. Jaws 2, 1978)
- «Каліфорнійська сюїта» (англ. California Suite, 1978)
- «П'яний майстер» (англ. The Drunken Master, 1978)
- «Від нуля до шістдесяти» (англ. Zero to sixty, 1978, озвучено на замовлення AMC)
- «Відпущення гріхів» (англ. Absolution, 1978, озвучено на замовлення AMC)
- «Піранія» (англ. Piranha, 1978, озвучено на замовлення AMC)
- «Вони побігли туди і туди» (англ. They Went That-A-Way & That-A-Way, 1978, озвучено на замовлення AMC)
- «Файр» (англ. Fyre, 1979, озвучено на замовлення AMC)
- «Сонячний опік» (англ. Sunburn, 1979, озвучено на замовлення AMC)
- «Без розуму від кохання» (англ. Head over heels, 1979, озвучено на замовлення AMC)
- «Подорож машиною часу» (англ. Time After Time, 1979)
- «Крамер проти Крамера» (англ. Kramer vs. Kramer, 1979)
- «Оксамитові ручки» (італ. Mani di Velluto, 1979, озвучено на замовлення Cine+)
- «Хто є хто» (фр. Flic Ou Voyou, 1979, озвучено на замовлення кіноканалу Ентер-фільм)
- «Біляночка та Розочка» (нім. Schneeweibchen und Rosenrot, 1979, озвучено на замовлення телекомпанії Інтер)
- «Психи в тюрязі» / «Родео за ґратами» (англ. Stir Crazy, 1980)
- «Брати Блюз» (англ. The Blues Brothers, 1980)
- «Острів» (англ. The Island, 1980, озвучено на замовлення Cine+)
- «Творець кумирів» (англ. The idolmaker, 1980, озвучено на замовлення AMC)
- «Майстер» (англ. Roadie, 1980, озвучено на замовлення AMC)
- «Пси війни» (англ. The dogs of war, 1980, озвучено на замовлення AMC)
- «Нижче пояса» (англ. Below the belt, 1980, озвучено на замовлення AMC)
- «Як перемогти дороге життя» (англ. How to beat the High Co$t living, 1980, озвучено на замовлення AMC)
- «Горп» (англ. Gorp, 1980, озвучено на замовлення AMC)
- «Ворота раю» (англ. Heaven's gate, 1980, озвучено на замовлення AMC)
- «Гра у чотири руки» (англ. Le guignolo, 1980, озвучено на замовлення AMC)
- «Укол парасолькою» (фр. Le Coup Du Parapluie, 1980, озвучено на замовлення Cine+)
- «Приборкання норовливого» (італ. Il bisbetico domato, 1980, озвучено на замовлення Cine+)
- «Маленька міс Маркер» (англ. Little Miss Marker, 1980, озвучено на замовлення Cine+)
- «Блакитна лагуна» (2 частини) (англ. The Blue Lagoon, 1980—1991, озвучено на замовлення телекомпанії Інтер)
- «Професіонал» (фр. Le Professionnel, 1981, озвучено на замовлення НСТУ)
- «Туз» (італ. Asso, 1981)
- «Шалено закоханий» (італ. Innamorato pazzo, 1981)
- «Перегони» (англ. Race for the Yankee Zephyr, 1981, озвучено на замовлення AMC)
- «Жінка французького лейтенанта» (англ. The French Lieutenant's Woman, 1981, озвучено на замовлення AMC)
- «Шлях Каттера» (англ. Cutter's way, 1981, озвучено на замовлення AMC)
- «Сім'я Перес» (англ. Perez Family, 1981, озвучено на замовлення AMC)
- «Тіло і душа» (англ. Body and soul, 1981, озвучено на замовлення AMC)
- «Чарлі Чан та прокляття дракона» (англ. Charile Chan and the curse of dragon queen, 1981, озвучено на замовлення AMC)
- «Прокол» (англ. Blow out, 1981, озвучено на замовлення AMC)
- «Злодій» (англ. Thief, 1981, озвучено на замовлення AMC)
- «Пори року» (англ. The Four Seasons, 1981, озвучено на замовлення Cine+)
- «Нічні яструби» (англ. Nighthawks, 1981, озвучено на замовлення Cine+)
- «Піранья. Частина друга: Нерест» (англ. Piranha Part Two: The Spawning, 1981)
- «Рембо» (4 частини) (англ. Rambo, 1982—2008)
- «48 годин» (англ. 48 Hrs., 1982)
- «Полтергейст» (англ. Poltergeist, 1982)
- «Золота жила» (англ. Mother Lode, 1982)
- «Віктор Вікторія» (англ. Victor Victoria, 1982)
- «Подаруночок» (англ. Jinxed, 1982, озвучено на замовлення AMC)
- «Сексуальна комедія в літню ніч» (англ. A Midsummer Night's Sex Comedy, 1982, озвучено на замовлення AMC)
- «Звір всередині» (англ. Beast within, 1982, озвучено на замовлення AMC)
- «Гуляю, з ким хочу» (англ. Foxfire light, 1982, озвучено на замовлення AMC)
- «Щось» (англ. The Thing, 1982, озвучено на замовлення Cine+)
- «Вибір Софі» (англ. Sophie's Choice, 1982, озвучено на замовлення Cine+)
- «Бінго-Бонго» (італ. Bingo Bongo, 1982, озвучено на замовлення Cine+)
- «Солений принц» (чеськ. Treti princ, 1982, озвучено на замовлення телекомпанії Інтер)
- «Попелюшка'80» (англ. Cinderella'80, 1983, озвучено на замовлення телекомпанії Інтер)
- «Сінг-Сінг» (італ. Sing Sing, 1983)
- «Військові ігри» (англ. WarGames, 1983)
- «Ніколи не кажи „Ніколи“» (англ. Never Say Never Again, 1983)
- «Бійцівська рибка» (англ. Rumble Fish, 1983)
- «Обличчя зі шрамом» (англ. Scarface, 1983)
- «Неприборканий»[fr] (фр. Le Battant, 1983, озвучено на замовлення Cine+)
- «Вашингтонське таксі» (англ. D.C. Cab, 1983, озвучено на замовлення Cine+)
- «Злетіти з котушок» (англ. Going Berserk, 1983, озвучено на замовлення Cine+)
- «Едді та диваки» (англ. Eddie and the cruisers, 1983, озвучено на замовлення AMC)
- «Брейкери» (2 частини) (англ. Breakin, 1984, озвучено на замовлення AMC)
- «Баунті» (англ. The Bounty, 1984, озвучено на замовлення AMC)
- «Електричні сни» (англ. Electric Dreams, 1984, озвучено на замовлення AMC)
- «Жінка в червоному» (англ. The woman in red, 1984, озвучено на замовлення AMC)
- «Перепис» (англ. The Census Taker, 1984, озвучено на замовлення AMC)
- «Ніч комети» (англ. Night of the Comet, 1984, озвучено на замовлення AMC)
- «Бродвей Денні Роуз» (англ. Broadway Danny Rose, 1984, озвучено на замовлення AMC)
- «Ґрейсток: Легенда про Тарзана, повелителя мавп» (англ. Greystoke: The Legend of Tarzan, Lord of the Apes, 1984)
- «Гобліни» (2 частини) (англ. Ghoulies, 1984—1988, озвучено на замовлення AMC)
- «Поліцейська академія» (6 частин) (англ. Police Academy, 1984—1989, озвучено на замовлення К1)
- «Міс Марпл» (англ. Agatha Christie's Miss Marple, 1984—1992, озвучено на замовлення кіноканалу Ентер-фільм)
- «Пригоди Шерлока Холмса» (англ. The Adventures of Sherlock Holmes, 1984—1994, озвучено на замовлення кіноканалу Ентер-фільм)
- «Томас і друзі» (англ. Thomas & Friends, 1984—, дубльовано на замовлення ПлюсПлюс)
- «Конан-руйнівник» (англ. Conan the Destroyer, 1984, озвучено на замовлення ICTV)
- «Перезмінка» (англ. Swing Shift, 1984)
- «Місце у серці» (англ. Places in the Heart, 1984)
- «Людина з зірки» (англ. Starman, 1984)
- «Закусочна на колесах» (англ. Wheels on Meals, 1984)
- «Та, що породжує вогонь» (англ. Firestarter, 1984)
- «Мисливці за привидами» (англ. Ghost Busters, 1984)
- «Зниклі безвісти» (англ. Missing in Action, 1984—1985)
- «Термінатор» (1 і 3—4 частини) (англ. The Terminator, 1984—2009)
- «Ідеал» (англ. Perfect, 1985)
- «Сільверадо» (англ. Silverado, 1985)
- «Плоть і кров» (англ. Flesh+Blood, 1985)
- «Зазублене лезо» (англ. Jagged Edge, 1985)
- «Аліса в країні див» (англ. Alice in Wonderland, 1985, озвучено на замовлення телекомпанії Інтер)
- «Попався!» (англ. Gotcha!, 1985, озвучено на замовлення Cine+)
- «Клуб „Сніданок“» (англ. The Breakfast Club, 1985, озвучено на замовлення Cine+)
- «Молися про смерть» (англ. Pray for death, 1985, озвучено на замовлення AMC)
- «Коханець» (англ. Ha-Me'ahev, 1985, озвучено на замовлення AMC)
- «Вовченя» (англ. Teen wolf, 1985, озвучено на замовлення AMC)
- «Життєва сила» (англ. Lifeforce, 1985, озвучено на замовлення AMC)
- «Сокіл та Сніговик» (англ. The Falcon and the Snowman, 1985, озвучено на замовлення AMC)
- «Жити і померти в Лос-Анджелесі» (англ. To live and die in L.A, 1985, озвучено на замовлення AMC)
- «Пригоди Геракла» (англ. Le avventure dell'incredibile Ercole, 1985, озвучено на замовлення AMC)
- «Пурпурова троянда Каїру» (англ. The purple rose of Cairo hobo, 1985, озвучено на замовлення AMC)
- «Ремо Вільямс: Пригоди починаються» (англ. Remo Williams: The Adventure Begins, 1985, озвучено на замовлення AMC)
- «Американська історія» (2 частини) (англ. The American Tail, 1986—1991, озвучено на замовлення Cine+)
- «Обладунки бога» (4 частини) (англ. Armour of God, 1986—2017)
- «Буркотун» (італ. Il Burbero, 1986)
- «Солодка свобода» (англ. Sweet Liberty, 1986)
- «Політ навігатора» (англ. Flight of the Navigator, 1986, озвучено на замовлення кіноканалу Ентер-фільм)
- «Пеґі Сью вийшла заміж» (англ. Peggy Sue Got Married, 1986)
- «Кобра» (англ. Cobra, 1986)
- «Залишся зі мною» (англ. Stand by Me, 1986)
- «Братство справедливості» (англ. The Brotherhood of Justice, 1986)
- «Ім'я троянди» (англ. The Name of the rose, 1986, озвучено на замовлення Cine+)
- «Спогади про Брайтон Біч» (англ. Brighton Beach Memoirs, 1986, озвучено на замовлення Cine+)
- «Орли юриспруденції» (англ. Legal Eagles, 1986, озвучено на замовлення Cine+)
- «Телетерор» (англ. TerrorVision, 1986, озвучено на замовлення AMC)
- «Порочні губи» (англ. Vicious Lips, 1986, озвучено на замовлення AMC)
- «Підчеплений по великому» (англ. 52 pick-up, 1986, озвучено на замовлення AMC)
- «Молода кров» (англ. Youngblood, 1986, озвучено на замовлення AMC)
- «Дива» (англ. Miracles, 1986, озвучено на замовлення AMC)
- «Знову в школу» (англ. Back to school, 1986, озвучено на замовлення AMC)
- «Зіткнення» (англ. Thrashin', 1986, озвучено на замовлення AMC)
- «Розмножувачі» (англ. Breeders, 1986, озвучено на замовлення AMC)
- «Помста солдата» (англ. Revenge soldier, 1986, озвучено на замовлення AMC)
- «Солдат з іншої планети» (англ. Zone troopers, 1986, озвучено на замовлення AMC)
- «Гробниця» (англ. The Tomb, 1986, озвучено на замовлення AMC)
- «Лускунчик» (англ. Nutcracker, 1986, озвучено на замовлення AMC)
- «Крамниця Бікіні» (англ. The Malibu Bikini Shop, 1986, озвучено на замовлення AMC)
- «Синє мереживо» (англ. Blue velvet, 1986, озвучено на замовлення AMC)
- «Маленький Тейт» (англ. Little man Tate, 1986, озвучено на замовлення AMC)
- «За межею» (англ. From beyond, 1986, озвучено на замовлення AMC)
- «Біжи і не озирайся» (англ. Running Scared, 1986, озвучено на замовлення AMC)
- «Троль» (2 частини) (англ. Troll, 1986—1990, озвучено на замовлення AMC)
- «Троє аміго» (англ. Three Amigos!, 1986)
- «За бортом» (англ. Overboard, 1987)
- «Робокоп» (3 частини) (англ. Robocop, 1987—1993)
- «Сором'язливі люди» (англ. Shy people, 1987, озвучено на замовлення AMC)
- «Підозрюваний» (англ. Suspect, 1987, озвучено на замовлення AMC)
- «Місяць в скорпіоні» (англ. Moon in Scorpio, 1987, озвучено на замовлення AMC)
- «Відхідна молитва» (англ. A prayer for the dying, 1987, озвучено на замовлення AMC)
- «Дикий світ» (англ. World Gone Wild, 1987, озвучено на замовлення AMC)
- «Телемерці» (англ. The video dead, 1987, озвучено на замовлення AMC)
- «Нічия земля» (англ. No man's land, 1987, озвучено на замовлення AMC)
- «Черрі» (англ. Cherry, 1987, озвучено на замовлення AMC)
- «Смертельна краля» (англ. Fatal beauty, 1987, озвучено на замовлення AMC)
- «Танцюристи» (англ. Dancers, 1987, озвучено на замовлення AMC)
- «Круті хлопці не танцюють» (англ. Tough Guys Don't Dance, 1987, озвучено на замовлення AMC)
- «Як створити ідеал» (англ. How making Mr. Right, 1987, озвучено на замовлення AMC)
- «Лють честі» (англ. Rage of honor, 1987, озвучено на замовлення AMC)
- «Герої не вмирають» (англ. No dead heroes, 1987, озвучено на замовлення AMC)
- «Гральний дім» (англ. House of games, 1987, озвучено на замовлення AMC)
- «На високій хвилі» (англ. High tide, 1987, озвучено на замовлення AMC)
- «Дім, там де Харт» (англ. Home Is Where the Hart Is, 1987, озвучено на замовлення AMC)
- «Ханой Хілтон» (англ. Hanoi Hilton, 1987, озвучено на замовлення AMC)
- «Помста на колесах» (англ. Rolling Vengeance, 1987, озвучено на замовлення AMC)
- «Брудні танці» (2 частини) (англ. Dirty Dancing, 1987—2004)
- «Немає виходу» (англ. No way out, 1987)
- «Іствікські відьми» (англ. The Witches of Eastwick, 1987)
- «Зловісні мерці» (2—3 частини) (англ. Evil Dead II, 1987—1992)
- «Піноккіо та імператор темряви» (англ. Pinocchio and the Emperor of the Night, 1987, озвучено на замовлення К1)
- «Небезпечні зв'язки» (англ. Dangerous Liaisons, 1988)
- «Рибка, яку звали Ванда» (англ. A Fish Called Wanda, 1988)
- «Захід» (англ. Sunset, 1988)
- «Студентка» (англ. L'étudiante, 1988, озвучено на замовлення К1)
- «Чорний орел» (англ. Black eagle, 1988, озвучено на замовлення НТН)
- «П'яний світанок» (англ. Tequila Sunrise, 1988, озвучено на замовлення телекомпанії Інтер)
- «Хто підставив кролика Роджера» (англ. Who Framed Roger Rabbit, 1988, озвучено на замовлення телекомпанії Інтер)
- «Гарфілд та його друзі» (англ. Garfield and Friends, 1988—1994, озвучено на замовлення НЛО TV)
- «Крузо» (англ. Crusoe, 1988, озвучено на замовлення AMC)
- «Тяжкі тілесні ушкодження» (англ. Grievous Bodily Harm, 1988, озвучено на замовлення AMC)
- «Моя нова машина» (англ. It takes two, 1988, озвучено на замовлення AMC)
- «Хижак смерть» (англ. Predator: The quietus, 1988, озвучено на замовлення AMC)
- «Бадьорість духів» (англ. High Spirits, 1988, озвучено на замовлення AMC)
- «Справжні чоловіки» (англ. Real men, 1988, озвучено на замовлення AMC)
- «Злив двух місяців» (англ. Two moon junction, 1988, озвучено на замовлення AMC)
- «Поцілунок вампіра» (англ. Vampire's Kiss, 1988, озвучено на замовлення AMC)
- «Злочинний закон» (англ. Criminal Law, 1988, озвучено на замовлення AMC)
- «Будинок на Керрол стріт» (англ. The house of Carrol Street, 1988, озвучено на замовлення AMC)
- «Я до тебе доберуся» (англ. I'm Gonna Git You Sucka, 1988, озвучено на замовлення AMC)
- «Дитяча гра» (англ. Child's play, 1988, озвучено на замовлення AMC)
- «Джонні, будь хорошим» (англ. Johnny be good, 1988, озвучено на замовлення AMC)
- «Бешкетник з психушки» (англ. The couch trip, 1988, озвучено на замовлення AMC)
- «Ястреби» (англ. Hawks, 1988, озвучено на замовлення AMC)
- «Яскраві вогні, велике місто» (англ. Bright Lights, Big City, 1988, озвучено на замовлення AMC)
- «Прибулець і я» (англ. Mac and Me, 1988, озвучено на замовлення AMC)
- «Перетворення» (англ. Transformations, 1988, озвучено на замовлення AMC)
- «Десята людина» (англ. Tenth Man, 1988, озвучено на замовлення AMC)
- «Кольори» (англ. Colors, 1988, озвучено на замовлення AMC)
- «Закляття долини змія» (ест. Madude oru needus, 1988, озвучено на замовлення Cine+)
- «Людина дощу» (англ. Rain Man, 1988, озвучено на замовлення телекомпанії Інтер)
- «Ділова жінка» (англ. Working Girl, 1988, озвучено на замовлення ICTV)
- «Ліворуч від ліфта» (фр. A Gauche en sortant de l'ascenseur, 1988, озвучено на замовлення НТН)
- «Голий пістолет» (3 частини) (англ. Naked Gun, 1988—1994, озвучено на замовлення телекомпанії Інтер)
- «К-9» (2 частини) (англ. K-9, 1989—1999)
- «Сліпа лють» (англ. Blind Fury, 1989)
- «Чаттахучі» (англ. Chattahoochee, 1989)
- «Тернер і Гуч» (англ. Turner & Hooch, 1989)
- «Придорожній заклад» (англ. Road House, 1989)
- «Поле його мрії» (англ. Field of Dreams, 1989)
- «Повернення мушкетерів» (англ. The Return of the Musketeers, 1989)
- «Усі собаки потрапляють до раю» (2 частини) (англ. All dogs go to Heaven, 1989—1996)
- «Воллес і Громіт» (англ. Wallace and Gromit, 1989—2008)
- «Пуаро Агати Крісті» (англ. Agatha Christie's Poirot, 1989—2013)
- «Важко бути богом» (нім. Es ist nicht leicht ein Gott zu sein, 1989, озвучено на замовлення Cine+)
- «Роби, як треба» (англ. Do The Right Thing, 1989, озвучено на замовлення Cine+)
- «Лижний патруль» (англ. Ski Patrol, 1989, озвучено на замовлення AMC)
- «Облога бази „Глорія“» (англ. The Siege of Firebase Gloria, 1989, озвучено на замовлення AMC)
- «Могутній Квінн» (англ. Mighty Quinn, 1989, озвучено на замовлення AMC)
- «Содовий крекер» (англ. The kill reflex, 1989, озвучено на замовлення AMC)
- «Межа розуму» (англ. Edge of Sanity, 1989, озвучено на замовлення AMC)
- «Вища ліга» (англ. Major League, 1989, озвучено на замовлення AMC)
- «Привиди цього не роблять» (англ. Ghost's can't do it, 1989, озвучено на замовлення AMC)
- «Січнева людина» (англ. Jaunary man, 1989, озвучено на замовлення AMC)
- «Ліза» (англ. Lisa, 1989, озвучено на замовлення AMC)
- «Відьмочка» (англ. Teen witch, 1989, озвучено на замовлення AMC)
- «Робот Джокс» (англ. Robot Jox, 1989, озвучено на замовлення AMC)
- «Дияволиця» (англ. She-Devil, 1989, озвучено на замовлення AMC)
- «Голова робота» (англ. Hardware, 1990, озвучено на замовлення AMC)
- «Прибулець-вбивця» (англ. Alienator, 1990, озвучено на замовлення AMC)
- «Маямі Блюз» (англ. Miami Blues, 1990, озвучено на замовлення AMC)
- «Випадкове кохання» (англ. Love at large, 1990, озвучено на замовлення AMC)
- «Кохання або гроші» (англ. Love or money, 1990, озвучено на замовлення AMC)
- «В очікуванні кращого» (англ. Waiting for the light, 1990, озвучено на замовлення AMC)
- «Гаряче містечко» (англ. The hot spot, 1990, озвучено на замовлення AMC)
- «Холодне мереживо» (англ. Cool blue, 1990, озвучено на замовлення AMC)
- «Стелла» (англ. Stella, 1990, озвучено на замовлення AMC)
- «Лижний патруль» (англ. Ski patrol, 1990, озвучено на замовлення AMC)
- «Без тебе я ніщо» (англ. Without You I'm Nothing, 1990, озвучено на замовлення AMC)
- «Куіглі в Австралії» (англ. Quigley down under, 1990, озвучено на замовлення AMC)
- «В'єтнам, Техас» (англ. Vietnam, Texas, 1990, озвучено на замовлення AMC)
- «Дурний вплив» (англ. Bad Influence, 1990, озвучено на замовлення AMC)
- «Криваві ігри» (англ. Blood games, 1990, озвучено на замовлення AMC)
- «Останній з кращих» (англ. The last of the finest, 1990, озвучено на замовлення AMC)
- «Брати сестри, суперники суперниці» (англ. Sibling Rivalry, 1990, озвучено на замовлення AMC)
- «Гора мужності» (англ. Courage mountain, 1990, озвучено на замовлення AMC)
- «Людина-кадиллак» (англ. Cadillac Man, 1990, озвучено на замовлення AMC)
- «Мешканець» (англ. Pacific Heights, 1990, озвучено на замовлення AMC)
- «Еліс» (англ. Alice, 1990, озвучено на замовлення AMC)
- «Молоді стрільці 2» (англ. Young Guns II, 1990, озвучено на замовлення AMC)
- «Пробудження» (англ. Awakenings, 1990, озвучено на замовлення телекомпанії Інтер)
- «Красуня» (англ. Pretty Woman, 1990, озвучено на замовлення телекомпанії Інтер)
- «Людина пітьми» (англ. Darkman, 1990)
- «Стан несамовитості» (англ. State of Grace, 1990)
- «Самоволка» (англ. Lionheart, 1990)
- «Чоловіча робота» / «Чоловіки за роботою» (англ. Men at Work, 1990)
- «Важка дитина» (2 частини) (англ. The Problem Child, 1990—1991)
- «Том і Джеррі: Малі бешкетники» (англ. Tom and Jerry: Kids Show, 1990—1993)
- «Тремтіння землі» (всі частини) (англ. Tremors, 1990—2001)
- «Години відчаю» (англ. Desperate hours, 1990)
- «Плаксій» (англ. Cry-Baby, 1990)
- «Чому я?» (англ. Why Me?, 1990)
- «Володар мух» (англ. Lord of the Files, 1990)
- «Пташка на дроті» (англ. Bird on a Wire, 1990)
- «Гудзонський яструб» (англ. Hudson Hawk, 1991)
- «Оскар» (англ. Oscar, 1991)
- «Баґсі» (англ. Bugsy, 1991)
- «Велика піна» (англ. Soapdish, 1991)
- «Король Ральф» (англ. King Ralph, 1991)
- «Справа фірми» (англ. Company business, 1991)
- «В ім'я справедливості» (англ. Out for Justice, 1991)
- «Сімейка Адамсів» (англ. The Addams Family, 1991, озвучено на замовлення К1)
- «Король-рибалка» (англ. The Fisher King, 1991, озвучено на замовлення телекомпанії Інтер)
- «На гребені хвилі» (англ. Point Break, 1991, озвучено на замовлення ICTV)
- «Експромт» (англ. Impromptu, 1991, озвучено на замовлення AMC)
- «Полонянка» (англ. Committed, 1991, озвучено на замовлення AMC)
- «Людина на Місяці» (англ. The Man in the Moon, 1991, озвучено на замовлення AMC)
- «Щоденник наємної вбивці» (англ. Diary of a Hitman, 1991, озвучено на замовлення AMC)
- «Міські піжони» (англ. City slickers, 1991, озвучено на замовлення AMC)
- «Іграшкові солдатики» (англ. Toy Soldiers, 1991, озвучено на замовлення AMC)
- «Сталь і мереживо» (англ. Steel and lace, 1991, озвучено на замовлення AMC)
- «Неперевершений» (англ. Stone Cold, 1991, озвучено на замовлення AMC)
- «Маячня» (англ. Delirious, 1991, озвучено на замовлення AMC)
- «Зломані душі» (англ. Crooked Hearts, 1991, озвучено на замовлення AMC)
- «Взяття Беверлі Хіллз» (англ. The Taking of Beverly Hills, 1991, озвучено на замовлення AMC)
- «Кайф» (англ. Rush, 1991, озвучено на замовлення AMC)
- «Нові пригоди Білла і Теда» (англ. Bill & Ted's Bogus Journey, 1991, озвучено на замовлення AMC)
- «Панга III» (англ. Curse III: Blood Sacrifice, 1991, озвучено на замовлення AMC)
- «Холодні небеса» (англ. Cold heaven, 1991, озвучено на замовлення AMC)
- «Таємниче побачення» (англ. Mystery date, 1991, озвучено на замовлення AMC)
- «В'язні» (англ. Convicts, 1991, озвучено на замовлення AMC)
- «Бомба сповільненої дії» (англ. Timebomb, 1991, озвучено на замовлення AMC)
- «Матуся» (англ. Mom, 1991, озвучено на замовлення AMC)
- «Вулиці смерті» (англ. Killing streets, 1991, озвучено на замовлення AMC)
- «Навскоси» (англ. CrissCross, 1991, озвучено на замовлення AMC)
- «Неонове місто» (англ. Neon City, 1991, озвучено на замовлення AMC)
- «Напролом» (англ. The Hard Way, 1991, озвучено на замовлення Cine+)
- «Золоті ланцюги» (англ. Chains of Gold, 1991, озвучено на замовлення Cine+)
- «Бартон Фінк» (англ. Barton Fink, 1991, озвучено на замовлення Cine+)
- «Домогосподарка» (англ. HouseSitter, 1992, озвучено на замовлення Cine+)
- «Газонокосар» (англ. The Lawnmower, 1992, озвучено на замовлення Cine+)
- «Комета» (англ. Year of the Comet, 1992, озвучено на замовлення AMC)
- «Діггстаун» (англ. Diggstown, 1992, озвучено на замовлення AMC)
- «Каффс» (англ. Kuffs, 1992, озвучено на замовлення AMC)
- «Білі піски» (англ. White Sands, 1992, озвучено на замовлення AMC)
- «Хрест нахрест» (англ. CrissCross, 1992, озвучено на замовлення AMC)
- «Комедіанти» (англ. The playboys, 1992, озвучено на замовлення AMC)
- «Багаті коханням» (англ. Rich in love, 1992, озвучено на замовлення AMC)
- «Троє ніндзя» (англ. 3 ninjas, 1992, озвучено на замовлення AMC)
- «Останній з Могікан» (англ. The Last of the Mohicans, 1992, озвучено на замовлення AMC)
- «Містер суботній вечір» (англ. Mr. Saturday Night, 1992, озвучено на замовлення AMC)
- «Дика орхідея 2» (англ. Wild Orchid II: Two Shades of Blue, 1992, озвучено на замовлення AMC)
- «Медовий місяць в Лас-Вегасі» (англ. Honeymoon in Las Vegas, 1992, озвучено на замовлення AMC)
- «Гострі леза» (англ. Cutting edge, 1992, озвучено на замовлення AMC)
- «Тінь вовка» (англ. Shadow of the wolf, 1992, озвучено на замовлення AMC)
- «Про мишей та людей» (англ. Of mice and men, 1992, озвучено на замовлення AMC)
- «Дракула» (англ. Dracula, 1992)
- «Охоронець» (англ. The Bodyguard, 1992, озвучено на замовлення телекомпанії Інтер)
- «Бетховен» (6 частин) (англ. The Beethoven, 1992—2008)
- «Стій! Бо мама буде стріляти» (англ. Stop! Or My Mom Will Shoot, 1992)
- «Основний інстинкт» (2 частини) (англ. Basic Instinct, 1992—2006)
- «Фрикадельки 4» (англ. Meatballs 4, 1992, озвучено на замовлення AMC)
- «Запах жінки» (англ. Scent of a Woman, 1992)
- «Подвійні неприємності» (англ. Double trouble, 1992)
- «Одного разу порушивши закон» (англ. Once upon a crime, 1992)
- «Декілька хороших хлопців» (англ. A Few Good Men, 1992)
- «Останній кіногерой» (англ. The Last Action Hero, 1993)
- «Справжня МакКой» (англ. The Real McCoy, 1993)
- «Дорога додому: Неймовірна подорож» (англ. Homeward Bound: The Incredible Journey, 1993, озвучено на замовлення К1)
- «Падіння» (англ. Faling Down, 1993, озвучено на замовлення телекомпанії Інтер)
- «Жах перед Різдвом» (англ. The Nightmare Before Christmas, 1993, озвучено на замовлення телекомпанії Інтер)
- «Ми повернулись! Історія динозаврів» (англ. We're back! A Dinosaur's Story, 1993, озвучено на замовлення Cine+)
- «Серце і душі» (англ. Heart and Souls, 1993, озвучено на замовлення Cine+)
- «Під кайфом та збентежені» (англ. Dazed and Confused, 1993, озвучено на замовлення Cine+)
- «Заряджена зброя» (англ. Loaded Weapon 1, 1993, озвучено на замовлення ICTV)
- «Шість ступенів відчуження» (англ. Six Degrees of Seperation, 1993, озвучено на замовлення AMC)
- «Небезпечна жінка» (англ. A Dangereous woman, 1993, озвучено на замовлення AMC)
- «Програма» (англ. The Program, 1993, озвучено на замовлення AMC)
- «Дерево Джошуа» (англ. Joshua Tree, 1993, озвучено на замовлення AMC)
- «Захоплення» (англ. The Crush, 1993, озвучено на замовлення AMC)
- «Бронкська історія» (англ. A Bronx Tale, 1993, озвучено на замовлення AMC)
- «Із життя таємних агентів» (англ. Undercover blues, 1993, озвучено на замовлення AMC)
- «Темна половина» (англ. The dark half, 1993, озвучено на замовлення AMC)
- «Золоті ворота» (англ. Golden gate, 1993, озвучено на замовлення AMC)
- «Кохання, зрада та крадіжка» (англ. Love, Cheat & Steal, 1993, озвучено на замовлення AMC)
- «Стережися» (англ. Watch it, 1993, озвучено на замовлення AMC)
- «Німа жертва» (англ. Silent victim, 1993, озвучено на замовлення AMC)
- «Серед друзів» (англ. Amongst Friends, 1993, озвучено на замовлення AMC)
- «Людина-метеор» (англ. The meteor man, 1993, озвучено на замовлення AMC)
- «Бенні та Джун» (англ. Benny and Joon, 1993, озвучено на замовлення AMC)
- «Фатальний інстинкт» (англ. Fatal Instinct, 1993, озвучено на замовлення AMC)
- «Готова на все» (англ. Malice, 1993, озвучено на замовлення AMC)
- «Ніч, якої ми ніколи не зустрінемось» (англ. The Night We Never Met, 1993, озвучено на замовлення AMC)
- «Ейс Вентура» (2 частини) (англ. Ace Ventura: Pet Detective, 1993—1995, озвучено на замовлення AMC)
- «Філадельфія» (англ. Philadelphia, 1993)
- «Наприкінці дня» (англ. The Remains of the Day, 1993)
- «Міський мисливець» (англ. Sing si lip yan, 1993)
- «Містер Няня» (англ. Mr. Nanny, 1993)
- «Ромео спливає кров'ю» (англ. Romeo is Bleeding, 1993)
- «Потрібні речі» (англ. Needful Things, 1993)
- «Джеронімо: Американська легенда» (англ. Geronimo: An American Legend, 1993)
- «Безсоння в Сієтлі» (англ. Sleepless in Seattle, 1993)
- «Мемуари Шерлока Холмса» (англ. Memoirs of Sherlock Holmes, 1993—1994, озвучено на замовлення кіноканалу Ентер-фільм)
- «Вокер: Техаський рейнджер» (англ. Walker, Texas Ranger, 1993—2001, озвучено на замовлення кіноканалу Ентер-фільм)
- «Прибульці» (3 частини) (фр. Les visiteurs, 1993—2001)
- «Комісар Рекс» (нім. Kommissar Rex, 1994—2015)
- «Вовк» (англ. Wolf, 1994)
- «Втеча» (англ. The Getaway, 1994)
- «Азартна гра» (англ. Blue Chips, 1994)
- «Охоронець Тесс» (англ. Guarding Tess, 1994)
- «Правдива брехня» (англ. True Lies, 1994)
- «Чотири весілля і один похорон» (англ. Four Weddings and a Funeral, 1994)
- «Коли чоловік кохає жінку» (англ. When a Man Loves a Woman, 1994)
- «Фараони та Робберсони» (англ. Cops and Robbersons, 1994)
- «Леон» (англ. Leon, 1994, озвучено на замовлення ICTV)
- «Лірика Джейсона» (англ. Jason's Lyric, 1994, озвучено на замовлення AMC)
- «Останній варіант» (англ. Dead connection, 1994, озвучено на замовлення AMC)
- «Послуга» (англ. The favor, 1994, озвучено на замовлення AMC)
- «Історія мого літа» (англ. It Runs in the Family, 1994, озвучено на замовлення AMC)
- «Кліффорд» (англ. Clifford, 1994, озвучено на замовлення AMC)
- «Сині небеса» (англ. Blue sky, 1994, озвучено на замовлення AMC)
- «Врятуй мене» (англ. Save Me, 1994, озвучено на замовлення AMC)
- «Передати у спадок» (англ. It Runs in the Family, 1994, озвучено на замовлення AMC)
- «Порцеляновий місяць» (англ. China Moon, 1994, озвучено на замовлення AMC)
- «Конвоїри» (англ. Chasers, 1994, озвучено на замовлення AMC)
- «Погоня» (англ. The Chase, 1994, озвучено на замовлення Cine+)
- «Геркулес і загублене королівство» (англ. Hercules and the Lost of Kingdom, 1994, озвучено на замовлення Cine+)
- «Реальність кусається» (англ. Reality Bites, 1994, озвучено на замовлення Cine+)
- «Газета» (англ. The Paper, 1994, озвучено на замовлення Cine+)
- «Ейс Вентура» (2 частини) (англ. Ace Ventura, 1994—1995, озвучено на замовлення AMC)
- «Принцеса-лебідь» (2 частини) (англ. The Swan Princess, 1994—1997, озвучено на замовлення телекомпанії Інтер)
- «Спайдермен» (1—4 сезони) (англ. Spider-man, 1994—1997, озвучено на замовлення НТН)
- «Тінь» (англ. The Shadow, 1994)
- «Джуманджі» (англ. Jumanji, 1995)
- «Грошовий потяг» (англ. Money Train, 1995)
- «Мережа» (англ. Net, 1995)
- «Хакери» (англ. Hackers, 1995)
- «Стриптизерки» (англ. Showgirls, 1995)
- «Епідемія» (англ. Outbreak, 1995)
- «Аполлон 13» (англ. Apollo 13, 1995)
- «Розбірки у Бронксі» (англ. Rumble in the Bronx, (Hung fan kui), 1995)
- «Людина темряви» (2—3 частини) (англ. Darkman, 1995—1996)
- «Каспер» (3 частини) (англ. Casper, 1995—1998)
- «Погані хлопці» (2 частини) (англ. Bad Boys, 1995—2003)
- «Балто» (англ. Balto, 1995, озвучено на замовлення ICTV)
- «Фріказоїд» (англ. Freakazoid!, 1995—1997, озвучено на замовлення телеканалу Zoom)
- «Раптова смерть» (англ. Sudden Death, 1995, озвучено на замовлення Cine+)
- «Діти напрокат» (англ. Rent-a-Kid, 1995, озвучено на замовлення НТН)
- «Перший лицар» (англ. First knight, 1995, озвучено на замовлення AMC)
- «Фантазери» (англ. The Fantasticks, 1995, озвучено на замовлення AMC)
- «Реставрація» (англ. Restoration, 1995, озвучено на замовлення AMC)
- «Дикий Білл» (англ. Wild Bill, 1995, озвучено на замовлення AMC)
- «Громобій» (англ. Thunderbolt, 1995, озвучено на замовлення AMC)
- «Вірність» (англ. Faithful, 1995, озвучено на замовлення AMC)
- «Роб Рой» (англ. Rob Roy, 1995, озвучено на замовлення AMC)
- «Підкорювач ілюзій» (англ. The lord of illusions, 1995, озвучено на замовлення AMC)
- «Опус містера Холланда» (англ. Mr. Holland's Opus, 1995, озвучено на замовлення AMC)
- «Щоденник баскетболіста» (англ. Basketball diares, 1995, озвучено на замовлення AMC)
- «Нелегальний блюз» (англ. Illegal in Blue, 1995, озвучено на замовлення AMC)
- «Канадський бекон» (англ. Canadian bacon, 1995, озвучено на замовлення AMC)
- «Джек і Сара» (англ. Jack and Sarah, 1995, озвучено на замовлення AMC)
- «Солдати» (англ. Soldier boyz, 1995, озвучено на замовлення AMC)
- «Головний пес» (англ. Top Dog, 1995, озвучено на замовлення AMC)
- «Місяць біля озера» (англ. A Month by the Lake, 1995, озвучено на замовлення AMC)
- «Англієць, який піднявся на пагорб, а спустився з гори» (англ. The Englishman Who Went Up a Hill But Came Down a Mountain, 1995, озвучено на замовлення AMC)
- «Небезпечні думки» (англ. Dangerous Minds, 1995)
- «Вампір з Брукліна» (англ. Vampire in Brooklyn, 1995)
- «Є про що поговорити» (англ. Something to Talk About, 1995)
- «Майор Пейн» (англ. Major Payne, 1995, озвучено на замовлення Cine+)
- «Французький поцілунок» (англ. French Kiss, 1995, озвучено на замовлення телекомпанії Інтер)
- «Байки зі Склепу: Демон ночі» (англ. Tales from the Cgypt: Demon knight, 1995, озвучено на замовлення Cine+)
- «Особина» (3 частини) (англ. Species, 1995—2004, озвучено на замовлення AMC)
- «Пригоди Геркулеса» (англ. Hercules: The Legendary Journeys, 1995—1999, озвучено на замовлення К1)
- «Ксена: Принцеса-воїн» (англ. Xena: Warrior Princess, 1995—2001, озвучено на замовлення К1)
- «Більше за життя» (англ. Larger Than Life, 1996, озвучено на замовлення Cine+)
- «Портрет леді» (англ. The portrait of a lady, 1996, озвучено на замовлення Cine+)
- «Англійський пацієнт» (англ. The English Patient, 1996, озвучено на замовлення телекомпанії Інтер)
- «Фарго» (англ. Fargo, 1996, озвучено на замовлення AMC)
- «Так чинять усі» (англ. Cosi, 1996, озвучено на замовлення AMC)
- «Не будіть сплячу собаку» (англ. Flirting with Disaster, 1996, озвучено на замовлення AMC)
- «Фанат» (англ. The fan, 1996, озвучено на замовлення AMC)
- «Біо-дім» (англ. Bio-Dome, 1996, озвучено на замовлення AMC)
- «Красиві дівчата» (англ. Beautiful Girls, 1996, озвучено на замовлення AMC)
- «Марвінова кімната» (англ. Marvin's Room, 1996, озвучено на замовлення AMC)
- «Альбіно Алігатор» (англ. Albino Alligator, 1996, озвучено на замовлення AMC)
- «ЛохНесс» (англ. Loch Ness, 1996, озвучено на замовлення AMC)
- «Дияволиці» (англ. Diabolique, 1996, озвучено на замовлення AMC)
- «Громадянка Рут» (англ. Citizen Ruth, 1996, озвучено на замовлення AMC)
- «Куленепробивний» (англ. Bulletproof, 1996, озвучено на замовлення Cine+)
- «Ягуар» (фр. Le Jaguar, 1996, озвучено на замовлення ICTV)
- «Поліцейські на велосипедах» (англ. Pacific Blue, 1996—2000, озвучено на замовлення ICTV)
- «Страх» (англ. Fear, 1996)
- «Скеля» (англ. The Rock, 1996)
- «Страшили» (англ. The Frighteners, 1996)
- «Герой-Одинак» (англ. Last Man Standing, 1996)
- «Мері Райлі» (англ. Mary Reilly, 1996)
- «Джері Магуайер» (англ. Jerry Maguire, 1996)
- «Бранці небес» (англ. Heaven's Prisoners, 1996)
- «Подвійна ставка» (англ. Sydney, 1996)
- «Два дні в долині» (англ. 2 Days in the Valley, 1996)
- «Втеча з Лос-Анджелеса» (англ. Escape from L.A., 1996)
- «Стирач» (англ. Eraser, 1996, озвучено на замовлення телекомпанії Інтер)
- «Щасливчик Гілмор» (англ. Happy Gilmore, 1996, озвучено на замовлення телекомпанії Інтер)
- «Сабрина — юна відьма» (англ. Sabrina, The Teenage Witch, 1996—2003, озвучено на замовлення К1)
- «Супермен» (англ. Superman, 1996—1998, озвучено на замовлення телекомпанії Інтер)
- «Божевільний професор» (2 частини) (англ. The Nutty Professor, 1996—2000)
- «У пошуках пригод» (англ. The Quest, 1996)
- «Мишаче полювання» (англ. Mousehunt, 1997)
- «П'ятий елемент» (англ. The Fifth Element, 1997)
- «Містер Крутий» (англ. Mr. Nice Guy, 1997)
- «Гаттака» (англ. Gattaca, 1997)
- «На межі» (англ. The Edge, 1997)
- «Власність диявола» (англ. Devil's own, 1997)
- «Провал у часі» (англ. Retroactive, 1997)
- «Червоний кут» (англ. The red corner, 1997)
- «Джекі Браун» (англ. Jackie Brown, 1997)
- «Донні Браско» (англ. Donnie Brasco, 1997)
- «Життя прекрасне» (англ. La vita e' bella, 1997)
- «Сім років у Тибеті» (англ. Seven years in Tibet, 1997)
- «Розумник Вілл Гантінг» (англ. Good Will Hunting, 1997)
- «Король повітря» (англ. Air Bud, 1997, озвучено на замовлення К1)
- «Містер Бін в Америці» (англ. Bean, 1997, озвучено на замовлення ТРК Україна)
- «Злодюжки» (англ. The Borrowers, 1997, озвучено на замовлення Cine+)
- «Солдат Джейн» (англ. G.I. Jane, 1997, озвучено на замовлення Cine+)
- «Люди в чорному» (англ. Men in Black, 1997, озвучено на замовлення телекомпанії Інтер)
- «Зайвий багаж» (англ. Excess baggage, 1997, озвучено на замовлення телекомпанії Інтер)
- «Адвокат диявола» (англ. The Devil's Advocate, 1997, озвучено на замовлення телекомпанії Інтер)
- «Пекельне прокляття» (англ. The curse of inferno, 1997, озвучено на замовлення AMC)
- «Джої» (англ. Joey, 1997, озвучено на замовлення AMC)
- «У пошуках Емі» (англ. Chasing Amy, 1997, озвучено на замовлення AMC)
- «Нічне чергування» (англ. Nightwatch, 1997, озвучено на замовлення AMC)
- «Ласкаво просимо до Вуп Вуп» (англ. Welcome to Woop Woop, 1997, озвучено на замовлення AMC)
- «Золото Улі» (англ. Ulee's gold, 1997, озвучено на замовлення AMC)
- «Вірне серце» (англ. True heart, 1997, озвучено на замовлення AMC)
- «Думки, повні бажання» (англ. Wishful Thinking, 1997, озвучено на замовлення AMC)
- «12 розгніваних чоловіків» (англ. 12 angry men, 1997, озвучено на замовлення AMC)
- «Робінзон Крузо» (англ. Robinson Crusoe, 1997, озвучено на замовлення ICTV)
- «Колонія» (англ. Double Team, 1997)
- «Миротворець» (англ. The Peacemaker, 1997)
- «Краще не буває» (англ. As Good as It Gets, 1997)
- «Доберман» (англ. Dobermann, 1997)
- «Мутанти» (3 частини) (англ. Mimic, 1997—2003)
- «Хвіст виляє собакою» (англ. Wag the Dog, 1997)
- «Опівночі в саду добра і зла» (англ. Midnight in the Garden of Good and Evil, 1997)
- «Суто англійські вбивства» (англ. Midsomer murders, 1997—)
- «Остін Пауерс» (2 частини) (англ. Austin Powers, 1997—1999)
- «Люди в чорному» (мультсеріал) (англ. Men In Black, 1997—2001, озвучено на замовлення Піксель TV)
- «Служителі закону» (англ. U.S. Marshals, 1998)
- «Психо» (англ. Psycho, 1998)
- «Обережно, двері зачиняються» (англ. Sliding Doors, 1998)
- «Велетень» (англ. The Mighty, 1998, озвучено на замовлення AMC)
- «Переполох» (англ. Hurlyburly, 1998, озвучено на замовлення AMC)
- «Студія 54» (англ. 54, 1998, озвучено на замовлення AMC)
- «Маска Зорро» (англ. The Mask of Zorro, 1998, озвучено на замовлення ICTV)
- «Поза увагою» (англ. Out of Sight, 1998, озвучено на замовлення Cine+)
- «Секс у великому місті» (англ. Sex and the city, 1998—2004)
- «Біжи, Лоло, біжи» (англ. Lola rennt, 1998)
- «Монтана» (англ. Montana, 1998)
- «Знедолені» (фр. Les Misérables, 1998)
- «Марабунта» (англ. Legion of Fire: Killer Ants!, 1998)
- «Буффало'66» (англ. Buffalo'66, 1998)
- «Дикі штучки» (англ. Wild Things, 1998)
- «Вбивці на заміну» (англ. The Replacement Killers, 1998)
- «Співак на весіллі» (англ. The Wedding Singer, 1998)
- «Великий Лебовські» (англ. The Big Lebowski, 1998)
- «Не можу дочекатися» (англ. Can't Hardly Wait, 1998)
- «Ронін» (англ. Ronin, 1998)
- «Це все вона» (англ. She's All That, 1998)
- «Карапузи» (англ. Rugrats, 1998—2003)
- «Аліса в Задзеркаллі» (англ. Alice Through the Looking Glass, 1998, озвучено на замовлення кіноканалу Ентер-фільм)
- «Куди приводять мрії» (англ. What Dreams May Come, 1998, озвучено на замовлення Cine+)
- «Один шанс на двох» (фр. Une chance sur deux, 1998, озвучено на замовлення Cine+)
- «Загублені у космосі» (англ. Lost in Space, 1998, озвучено на замовлення ICTV)
- «Брудна робота» (англ. Dirty work, 1998, озвучено на замовлення AMC)
- «Шулери» (англ. Rounders, 1998, озвучено на замовлення AMC)
- «Хеллоуїн: 20 років потому» (англ. Halloween: 20 Years Later, 1998, озвучено на замовлення AMC)
- «Помилково звинувачений» (англ. Wrongfully Accused, 1998)
- «Мулан» (англ. Mulan, 1998, озвучено на замовлення К1)
- «Бастіон» (англ. Safe House, 1998, озвучено на замовлення Cine+)
- «Принц Єгипту» (англ. Prince of Egypt, 1998, озвучено на замовлення ICTV)
- «Пригоди Олівера» (англ. Olliver's Adventures, 1998, озвучено на замовлення НЛО TV)
- «Битва за Камелот» (англ. Quest for Camelot, 1998, озвучено на замовлення ICTV)
- «Хістерія!» (англ. Histeria!, 1998—2000, озвучено на замовлення ICTV)
- «Мумія» (2 частини) (англ. The Mummy, 1999—2001, озвучено на замовлення ICTV)
- «Шоу Вуді Вудпекера» (англ. The Woody Woodpecker Show, 1999—2002, озвучено на замовлення НЛО TV)
- «Боуфінгер — кльовий хлопець» (англ. Bowfinger, 1999, озвучено на замовлення ТРК Україна)
- «Непереможний Спайдермен» (англ. Spider-Man Unlimited, 1999, озвучено на замовлення ТРК Україна)
- «Правила виноробів» (англ. The Cider House Rules, 1999)
- «Зелена миля» (англ. The Green Mile, 1999)
- «Людожер» (англ. Ravenous, 1999)
- «Керрі 2» (англ. Carrie 2, 1999)
- «Павутиння брехні» (англ. Random Hearts, 1999)
- «Таємниця Аляски» (англ. Mystery, Alaska, 1999)
- «У пошуках галактики» (англ. Galaxy Quest, 1999)
- «Стюарт Літтл» (2 частини) (англ. Stuart Little, 1999—2002)
- «Вісім міліметрів» (2 частини) (англ. 8MM, 1999—2005)
- «Перше кохання» (англ. Outside Providence, 1999, озвучено на замовлення AMC)
- «Місто щастя, штат Техас» (англ. Happy, Texas, 1999, озвучено на замовлення AMC)
- «Святі з Бундока» (англ. The Boondock Saints, 1999, озвучено на замовлення ICTV)
- «Астерікс і Обелікс проти Цезаря» (фр. Astérix et Obélix contre Cesar, 1999, озвучено на замовлення ICTV)
- «Афера Томаса Крауна» (англ. The Thomas Crown Affair, 1999)
- «Універсальний солдат» (2—4 частини) (англ. Universal Soldier, 1999—2012)
- «Великий татко» (англ. Big Daddy, 1999, озвучено на замовлення ТРК Україна)
- «Дикий, дикий Вест» (англ. Wild Wild West, 1999, озвучено на замовлення ICTV)
- «Аліса в країні чудес» (англ. Alice in Wonderland, 1999, озвучено на замовлення Cine+)
- «Онегін» (англ. Onegin, 1999, озвучено на замовлення AMC)
- «Фактор холоду» (англ. Chill Factor, 1999, озвучено на замовлення AMC)
- «На дні безодні» (англ. In too deep, 1999, озвучено на замовлення AMC)
- «Моллі» (англ. Molly, 1999, озвучено на замовлення AMC)
- «Ярди» (англ. The Yards, 1999, озвучено на замовлення AMC)
- «Схід є схід» (англ. East Is East, 1999, озвучено на замовлення AMC)
- «Моє веселе життя» (англ. My Life So Far, 1999, озвучено на замовлення AMC)
- «Перерване життя» (англ. Girl, interrupted, 1999, озвучено на замовлення AMC)
- «Збирач кісток» (англ. The Bone Collector, 1999, озвучено на замовлення AMC)
- «Загін „Стиляги“» (англ. Mod squad, 1999, озвучено на замовлення AMC)
- «Провчити місіс Тінгл» (англ. Teaching Mrs. Tingle, 1999, озвучено на замовлення AMC)
- «Наречена-втікачка» (англ. Runaway Bride, 1999, озвучено на замовлення телекомпанії Інтер)
- «Подвійний прорахунок» (англ. Double Jeopardy, 1999, озвучено на замовлення телекомпанії Інтер)
- «Закон і порядок: Спеціальний корпус» (1—12 сезони) (англ. Law & Order: Special Victims Unit, 1999—, озвучено на замовлення НТН)
- «Людина президента» (2 частини) (англ. The President's Man, 2000—2002)
- «Мистецтво війни» (3 частини) (англ. The Art of War, 2000—2009)
- «Поллок» (англ. Pollock, 2000)
- «Малена» (італ. Malena, 2000)
- «У топці» (англ. Boiler Room, 2000)
- «Невразливий» (англ. Unbreakable, 2000)
- «Прибрати Картера» (англ. Get Carter, 2000)
- «Хлопці та дівчата» (англ. Boys and Girls, 2000)
- «Нестримні серця» (англ. All the Pretty Horses, 2000)
- «Пам'ятай» (англ. Memento, 2000)
- «Горянин: Кінець гри» (англ. Highlander: Endgame, 2000)
- «Вигнанець» (англ. Cast Away, 2000)
- «Ясон та Арґонавти» (англ. Jason and the Argonauts, 2000)
- «Знайомство з батьками» (англ. Meet the Parents, 2000)
- «Звичайний злочинець» (англ. Ordinary Decent Criminal, 2000)
- «Як Ґрінч украв Різдво» (англ. How the Grinch Stole Christmas, 2000, озвучено на замовлення ICTV)
- «Люди Ікс: Еволюція» (англ. X-Men Evolution, 2000—2003, озвучено на замовлення телекомпанії Інтер)
- «Дорога на Ельдорадо» (англ. The Road to El Dorado, 2000, озвучено на замовлення телекомпанії Інтер)
- «Ерін Брокович» (англ. Erin Brockovich, 2000, озвучено на замовлення телекомпанії Інтер)
- «Невидимка» (англ. Hollow Man, 2000, озвучено на замовлення телекомпанії Інтер)
- «Місія на Марс» (англ. Mission to Mars, 2000, озвучено на замовлення телекомпанії Інтер)
- «Дракула 2000» (англ. Dracula 2000, 2000, озвучено на замовлення ICTV)
- «Дім великої матусі» (2 частини) (англ. Big Momma's House, 2000—2006, озвучено на замовлення ICTV)
- «Патріот» (англ. Patriot, 2000, озвучено на замовлення AMC)
- «Чужий квиток» (англ. Bounce, 2000, озвучено на замовлення AMC)
- «Азартні ігри» (англ. Reindeer games, 2000, озвучено на замовлення AMC)
- «Повернися до мене» (англ. Return to me, 2000, озвучено на замовлення AMC)
- «28 днів» (англ. 28 days, 2000, озвучено на замовлення AMC)
- «Чорна діра» (англ. Pitch black, 2000, озвучено на замовлення Cine+)
- «Правила бою» (англ. Rules of Engagement, 2000, озвучено на замовлення AMC)
- «Підземелля драконів» (англ. Dungeos & Dragons, 2000, озвучено на замовлення AMC)
- «Знайти Форрестера» (англ. Finding Forrester, 2000)
- «Осінь у Нью-Йорку» (англ. Autumn in New York, 2000)
- «Гамлет» (англ. Hamlet, 2000, озвучено на замовлення AMC)
- «Собака Баскервілів» (англ. The Hound of the Baskervilles, 2000, озвучено на замовлення Cine+)
- «Дон Кіхот» (англ. Don Quixote, 2000, озвучено на замовлення Cine+)
- «Тринадцять днів» (англ. Thirteen Days, 2000, озвучено на замовлення Cine+)
- «Сім'янин» (англ. The Family Man, 2000, озвучено на замовлення Cine+)
- «Пригорни мене» (ісп. Abrazame muy fuerte, 2000, озвучено на замовлення телекомпанії Інтер)
- «Шерлок Холмс: Кімнати смерті» (англ. Murder Rooms: Mysteries of the Real Sherlock Holmes, 2000—2001, озвучено на замовлення телекомпанії Інтер)
- «Тигр, що підкрадається, дракон, що зачаївся» (англ. Wo hu cang long, 2000)
- «Чого хочуть жінки» (англ. What Women Want, 2000)
- «Клітка» (англ. The Cell, 2000)
- «Великий куш» (англ. Snatch, 2000)
- «Гладіатор» (англ. Gladiator, 2000)
- «Супернова» (англ. Supernova, 2000)
- «Хардбол» (англ. Hardball, 2001)
- «Обіцянка» (англ. The Pledge, 2001)
- «Інтуїція» (англ. Serendipity, 2001)
- «Серцеїдки» (англ. Heartbreakers, 2001)
- «Таємниця ордену» (англ. The Order, 2001)
- «Планета Мавп» (англ. Planet of the Apes, 2001)
- «Гонщик» (англ. Driven, 2001)
- «Мажестік» (англ. The Majestic, 2001)
- «Граф Монте-Крісто» (англ. The Count Of Monte Cristo, 2001)
- «Джек і бобове дерево» (англ. Jack and the Beanstalk: The Real Story, 2001)
- «Жінка з ароматом кави» (ісп. Cuando seas mia, 2001—2002, озвучено на замовлення телекомпанії Інтер)
- «Таємниці Смолвіля» (англ. Smallville, 2001—2011, озвучено на замовлення К1)
- «Лара Крофт — розкрадачка гробниць» (2 частини) (англ. Lara Croft. Tomb Raider, 2001—2003)
- «Клініка» (англ. Scrubs, 2001—2010)
- «Форсаж» (1—3 і 6 частини) (англ. The Fast and the Furious, 2001—2013)
- «Васабі» (фр. Wasabi, 2001, озвучено на замовлення кіноканалу Ентер-фільм)
- «Тітьоф» (фр. Titeuf, 2001, озвучено на замовлення Піксель TV)
- «Недитяче кіно» (англ. Not Another Teen Movie, 2001, озвучено на замовлення К1)
- «Джиммі Нейтрон. Геніальний хлопчик» (англ. The Adventures of Jimmy Neutron: Boy Genius, 2001, озвучено на замовлення телекомпанії Інтер)
- «Прибулець» (англ. Impostor, 2001, озвучено на замовлення AMC)
- «Вірус кохання» (англ. Get Over It, 2001, озвучено на замовлення AMC)
- «Техаські рейнджери» (англ. Texas Rangers, 2001, озвучено на замовлення AMC)
- «Фанатик» (англ. The believer, 2001, озвучено на замовлення AMC)
- «Джозі і киці» (англ. Josie and the Pussycats, 2001, озвучено на замовлення AMC)
- «Кейт і Лео» (англ. Kate & Leopold, 2001, озвучено на замовлення AMC)
- «Іменинниця» (англ. Birthday Girl, 2001, озвучено на замовлення AMC)
- «Грабіж» (англ. Heist, 2001, озвучено на замовлення AMC)
- «Очі янгола» (англ. Angel Eyes, 2001, озвучено на замовлення AMC)
- «Березневі коти» (англ. Tomcats, 2001, озвучено на замовлення AMC)
- «Американські герої» (англ. American Outlaws, 2001, озвучено на замовлення AMC)
- «Корабельні новини» (англ. The Shipping News, 2001, озвучено на замовлення AMC)
- «Улюбленці Америки» (англ. America's Sweethearts, 2001, озвучено на замовлення AMC)
- «Людина, якої не було» (англ. The Man Who Wasn't There, 2001, озвучено на замовлення Cine+)
- «Планета Ка-Пекс» (англ. K-Pax, 2001, озвучено на замовлення Cine+)
- «Білосніжка» (англ. The Snow White, 2001, озвучено на замовлення Cine+)
- «Спокуса» (англ. Original Sin, 2001, озвучено на замовлення Cine+)
- «Бандити» (англ. Bandits, 2001, озвучено на замовлення Cine+)
- «Неймовірна доля Амелі Пулен» (англ. Le Fabuleux destin d'Amelie Poulain, 2001, озвучено на замовлення Cine+)
- «Нескінченні світи Герберта Уеллса» (англ. The Infinite Worlds of H.G. Walls, 2001, озвучено на замовлення Cine+)
- «Закон і порядок: Злочинні наміри» (англ. Law & Order: Criminal Intent, 2001—2011, озвучено на замовлення НТН)
- «Що могло бути гірше?» (англ. What's the Worst That Could Happen?, 2001)
- «Тварина» (англ. The Animal, 2001)
- «Протистояння» (англ. The One, 2001)
- «Зачарований принц» (англ. Prince Charming, 2001)
- «Агент на прізвисько Спот» (англ. See Spot Run, 2001)
- «Випадковий шпигун» (англ. The Accidental Spy, 2001)
- «Тренувальний день» (англ. Training Day, 2001)
- «Солодкий листопад» (англ. Sweet November, 2001)
- «Братство вовка» (англ. Brotherhood of the Wolf, фр. Le pacte des loups, 2001)
- «Білявка в законі» (2 частини) (англ. Legally Blonde, 2001—2003)
- «Дуже страшне кіно» (2—3 частини) (англ. Scary Movie, 2001—2003)
- «Година пік» (2—3 частини) (англ. Rush Hour 2—3, 2001—2007)
- «Шрек» (1 і 3 частини) (англ. Shrek, 2001—2007)
- «Містер Бонс» (2 частини) (англ. Mr. Bones, 2001—2008)
- «Діти шпигунів» (1 і 3—4 частини) (англ. Spy Kids, 2001—2011)
- «Падіння чорного яструба» (англ. Black Hawk Down, 2001)
- «Поцілунок дракона» (англ. Kiss of the Dragon, 2001)
- «Ворог біля воріт» (англ. Enemy at the Gates, 2001)
- «3000 миль до Грейсленда» (англ. 3000 Miles to Graceland, 2001)
- «Ігри розуму» (англ. A Beautiful Mind, 2001)
- «Штучний розум» (англ. Artificial Intelligence: AI, 2001)
- «Мисливець за крокодилами: Сутичка» (англ. Crocodile hunter: Collison course, 2002)
- «Крутий хлопець» (англ. The New Guy, 2002)
- «Монк» (англ. Monk, 2002—2009)
- «Три ікси» (2 частини) (англ. XxX, 2002—2005)
- «Ніжність» (англ. Cherish, 2002, озвучено на замовлення AMC)
- «Третій зайвий» (англ. The Third Wheel, 2002, озвучено на замовлення AMC)
- «Сповідь небезпечної людини» (англ. Confessions of a Dangerous Mind, 2002, озвучено на замовлення AMC)
- «Риба не моргає» (англ. Don't fish blink, 2002, озвучено на замовлення AMC)
- «Танго з убивцею» (англ. Assassination Tango, 2002, озвучено на замовлення AMC)
- «Ловелас» (англ. Tadpole, 2002, озвучено на замовлення AMC)
- «Години» (англ. The Hours, 2002, озвучено на замовлення AMC)
- «Рай» (англ. Heaven, 2002, озвучено на замовлення AMC)
- «Брудні принади» (англ. Dirty Pretty Things, 2002, озвучено на замовлення AMC)
- «Грабунок для Гарварду» (англ. Stealing Harvard, 2002, озвучено на замовлення AMC)
- «Король вечірок» (англ. Van Wilder, 2002, озвучено на замовлення Cine+)
- «Оселя зла» (англ. Resident Evil, 2002, озвучено на замовлення ICTV)
- «Глибина» (англ. Below, 2002)
- «Безсоння» (англ. Insomnia, 2002)
- «Фріда» (англ. Frida, 2002)
- «Ціна страху» (англ. The Sum of All Fears, 2002)
- «Атака павуків» (англ. Eight Legged Freaks, 2002)
- «Снігова королева» (англ. The Snow Queen, 2002)
- «Цар скорпіонів» (1—2 і 4—5 частини) (англ. Scorpion King, 2002—2018)
- «Банди Нью-Йорку» (англ. Gangs of New York, 2002, озвучено на замовлення телекомпанії Інтер)
- «Смокінг» (англ. The Tuxedo, 2002, озвучено на замовлення телекомпанії Інтер)
- «Фільм Арнольд» (англ. Hey Arnold! The Movie, 2002, озвучено на замовлення К1)
- «З мене досить» (англ. Enough, 2002, озвучено на замовлення ТРК Україна)
- «Фатальна жінка» (англ. Femme Fatale, 2002)
- «Солодка крихітка» (англ. The Sweetest Thing, 2002)
- «Поспішай кохати» (англ. A Walk to Remember, 2002)
- «Пригоди Плуто Неша» (англ. The Adventures of Pluto Nash, 2002)
- «Обговоренню не підлягає» (англ. Undisputed, 2002)
- «Кохання, що збиває з ніг» (англ. Punch-Drunk Love, 2002)
- «К-19» (англ. K-19, 2002, озвучено на замовлення Cine+)
- «Чикаго» (англ. Chicago, 2002, озвучено на замовлення К1)
- «Кадет Келлі» (англ. Cadet Kelly, 2002, озвучено на замовлення К1)
- «Казки Андерсена» (англ. The Fairytaler The Modern Classics of Hans Christian Andersen, 2002)
- «Одіссей» (англ. Mission Odyssey, 2002, озвучено на замовлення ICTV)
- «Знаки» (англ. Signs, 2002, озвучено на замовлення ICTV)
- «Муча Луча» (англ. Mucha Lucha, 2002—2005, озвучено на замовлення ICTV)
- «Перевізник» (1 і 3 частини) (англ. Transporter, 2002—2008, озвучено на замовлення ICTV)
- «Спіріт: Душа прерій» (англ. Spirit: Stallion of the Cimarron, 2002, озвучено на замовлення телекомпанії Інтер)
- «Трансформери: Армада» (англ. Transformers: Armada, 2002—2003, озвучено на замовлення телекомпанії Інтер)
- «Сіндбад: Легенда семи морів» (англ. Sinbad: Legend of the Seven Seas, 2003, озвучено на замовлення телекомпанії Інтер)
- «Зоряний крейсер Галактика» (англ. Battlestar Galactica, 2003, озвучено на замовлення Cine+)
- «Йой! Пригоди Пігглі Вінкса» (англ. Jakers, 2003, озвучено на замовлення Піксель TV)
- «Фанфан-тюльпан» (фр. Fanfan la Tulipe, 2003, озвучено на замовлення телекомпанії Інтер)
- «Будинок з приколами» (англ. The Haunted Mansion, 2003, озвучено на замовлення телекомпанії Інтер)
- «Як позбутися хлопця за 10 днів» (англ. How to Lose a Guy in 10 Days, 2003, озвучено на замовлення телекомпанії Інтер)
- «Луні Тюнз: Знову у дії» (англ. Looney Tunes: Back in Action, 2003)
- «Черговий тато» (англ. Daddy Day Care, 2003)
- «Сльози сонця» (англ. Tears of the Sun, 2003)
- «Мертві, як я» (англ. Dead Like Me, 2003—2004)
- «Готика» (англ. Gothika, 2003)
- «У пастці часу» (англ. Timeline, 2003)
- «Шалена п'ятниця» (англ. Freaky Friday, 2003)
- «За межею» (англ. Beyond Borders, 2003)
- «Медальйон» (англ. The Medallion, 2003)
- «Рекрут» (англ. The Recruit, 2003)
- «Велика риба» (англ. Big Fish, 2003)
- «Час розплати» (англ. Paycheck, 2003)
- «Холодна гора» (англ. Cold Mountain, 2003)
- «Вид згори кращий» (англ. View from the Top, 2003)
- «Міські дівчата» (англ. Uptown Girls, 2003)
- «Скарб» (англ. Holes, 2003, озвучено на замовлення К1)
- «Джильї» (англ. Gigli, 2003, озвучено на замовлення К1)
- «Дім шкереберть» (англ. Bringing Down the House, 2003, озвучено на замовлення К1)
- «Пітер Пен» (англ. Peter Pan, 2003, озвучено на замовлення ТРК Україна)
- «Битва під Шейкер Хейтс» (англ. The Battle of Shaker Heights, 2003, озвучено на замовлення AMC)
- «Вечірка» (англ. A guy thing, 2003, озвучено на замовлення AMC)
- «Дюплекс» (англ. Duplex, 2003, озвучено на замовлення AMC)
- «Невдаха» (англ. The Cooler, 2003, озвучено на замовлення AMC)
- «Поганий Санта» (англ. Bad Santa, 2003, озвучено на замовлення AMC)
- «Останній рейд» (англ. The Missing, 2003, озвучено на замовлення AMC)
- «Відкритий простір» (англ. Open range, 2003, озвучено на замовлення AMC)
- «Гальмо» (англ. The Cooler, 2003, озвучено на замовлення Cine+)
- «Монстр» (англ. Monster, 2003, озвучено на замовлення Cine+)
- «Життя Девіда Гейла» (англ. The Life of David Gale, 2003, озвучено на замовлення Cine+)
- «21 грам» (англ. 21 Grams, 2003, озвучено на замовлення Cine+)
- «Джейк 2.0» (англ. Jake 2.0, 2003—2004, озвучено на замовлення К1)
- «Американський пиріг» (3—7 частини) (англ. American Pie, 2003—2009, озвучено на замовлення ТРК Україна)
- «Пограбування по-італійськи» (англ. The Italian Job, 2003)
- «Вбити Білла» (2 частини) (англ. Kill Bill, 2003—2004, озвучено на замовлення AMC)
- «Трансформери: Енергон» (англ. Transformers: Energon, 2003, озвучено на замовлення телекомпанії Інтер)
- «Бріджит Джонс: Межі розумного» (англ. Bridget Jones: The Edge of Reason, 2004)
- «Історія Попелюшки» (англ. A Cinderella Story, 2004, озвучено на замовлення телекомпанії Інтер)
- «Улюбленець» (англ. De-lover, 2004, озвучено на замовлення AMC)
- «Любий Френкі» (англ. Dear Frankie, 2004, озвучено на замовлення AMC)
- «Дівчина з Джерсі» (англ. Jersey Girl, 2004, озвучено на замовлення AMC)
- «Чарівна країна» (англ. Finding Neverland, 2004, озвучено на замовлення AMC)
- «Хроніки Ріддіка» (англ. The Chronicles of Riddick, 2004, озвучено на замовлення Cine+)
- «Траффік» (англ. Traffic: The Miniseries, 2004, озвучено на замовлення Cine+)
- «Ярмарок марнославства» (англ. Vanity Fair, 2004, озвучено на замовлення Cine+)
- «Різдвяний янгол» (англ. Noel, 2004, озвучено на замовлення Cine+)
- «Авіатор» (англ. The Aviator, 2004, озвучено на замовлення Cine+)
- «Привид опери» (англ. The Phantom of the Opera, 2004)
- «Бібліотекар» (2 частини) (англ. The Librarian, 2004—2008)
- «Ван Гельсинґ» (англ. Van Helsing, 2004, озвучено на замовлення ICTV)
- «Щоденник пам'яті» (англ. The Notebook, 2004, озвучено на замовлення ICTV)
- «Дев'ять ярдів 2» (англ. The Whole Ten Years 2, 2004, озвучено на замовлення ICTV)
- «Алфі» (англ. Alfie, 2004)
- «Врятована!» (англ. Saved!, 2004)
- «Недосяжний» (англ. Out of Reach, 2004)
- «Блейд: Трійця» (англ. Blade: Trinity, 2004)
- «Перевага Борна» (англ. The Bourne Supremacy, 2004)
- «Обітниця любові» (англ. Love's Enduring Promise, 2004)
- «Забираючи життя» (англ. Taking Lives, 2004)
- «Лемоні Снікет. 33 нещастя» (англ. Lemony Snicket's A Series of Unfortunate Events, 2004)
- «Самотній Санта шукає місіс Клаус» (англ. Single Santa Seeks Mrs. Claus, 2004)
- «Перерваний світанок» (англ. Breaking Dawn, 2004)
- «Знайомство з Факерами» (2 частини) (англ. Meet the Fockers, 2004—2010)
- «Зачарована Елла» (англ. Ella Enchanted, 2004)
- «Широко крокуючи» (англ. Walking tall, 2004)
- «Троя» (англ. Troy, 2004)
- «Я — робот» (англ. I Robot, 2004)
- «Давайте потанцюємо» (англ. Shall We Dance, 2004)
- «Мене звати Модесті: Пригоди Модесті Блейз» (англ. My Name Is Modesty: A Modesty Blaise Adventure, 2004, озвучено на замовлення AMC)
- «Губка Боб Квадратні Штани» (англ. Sponge Bob Square Pants, 2004, озвучено на замовлення К1)
- «Зла наука» (англ. Wicked Science, 2004—2006, озвучено на замовлення К1)
- «Загублені» (4 сезон) (англ. Lost, 2004—2010)
- «Відчайдушні домогосподарки» (8 сезон) (англ. Desperate Housewives, 2004—2012)
- «Клуб Вінкс: Школа чарівниць» (1—5 сезони) (італ. Winx Club, 2004—2013)
- «Чарівниці» (1 сезон) (англ. W.I.T.C.H., 2004, озвучено на замовлення ТРК Україна)
- «Тінейджери» (англ. 6teen, 2004—2010, озвучено на замовлення ТРК Україна)
- «Підводна братва» (англ. The Shark Tale, 2004, озвучено на замовлення телекомпанії Інтер)
- «Доктор Хаус» (1 сезон) (англ. House M.D., 2004—2012, озвучено на замовлення ICTV)
- «Полярний експрес» (англ. The Polar Express, 2004, озвучено на замовлення телекомпанії Інтер)
- «Циганки» (ісп. Gitanas, 2004—2005, озвучено на замовлення ТРК Україна)
- «Трансформери: Кібертрон» (англ. Transformers: Cybertron, 2005, озвучено на замовлення телекомпанії Інтер)
- «Діти-шпигуни» (англ. Max Rules, 2005, озвучено на замовлення Aurora Distribution)
- «Якщо свекруха-монстр» (англ. Monster-in-Law, 2005, озвучено на замовлення телекомпанії Інтер)
- «Відстрилюючись від собак» (англ. Shooting dogs, 2005, озвучено на замовлення AMC)
- «Стелс» (англ. Stealth, 2005, озвучено на замовлення AMC)
- «Твої, мої і наші» (англ. Yours, Mine and Ours, 2005, озвучено на замовлення AMC)
- «Ласкаво просимо до раю» (англ. Into the Blue, 2005, озвучено на замовлення AMC)
- «Брати Грімм» (англ. The Brothers Grimm, 2005, озвучено на замовлення AMC)
- «Докази» (англ. Proof, 2005, озвучено на замовлення AMC)
- «Болото» (англ. Venom, 2005, озвучено на замовлення AMC)
- «Щасливого різдва» (фр. Joyeux Noёl, 2005, озвучено на замовлення Cine+)
- «Уяви нас разом» (англ. Imagine Me & You, 2005, озвучено на замовлення Cine+)
- «Ідеальний чоловік» (англ. The Perfect Man, 2005, озвучено на замовлення ТРК Україна)
- «Суперкрос» (англ. Supercross, 2005, озвучено на замовлення К1)
- «Том і Джеррі: Форсаж» (англ. Tom and Jerry: The Last and the Furry, 2005, озвучено на замовлення Нового каналу)
- «Дум» (англ. Doom, 2005)
- «Перевертні» (англ. Cursed, 2005)
- «Просто друзі» (англ. Just Friends, 2005)
- «Щасливе число Слевіна» (англ. Lucky Number Slevin, 2005)
- «Нокдаун» (англ. Cinderella Man, 2005)
- «Кінґ-Конґ» (англ. King Kong, 2005, озвучено на замовлення ТРК Україна)
- «Хулігани Зеленої вулиці» (англ. Green Street Hooligans, 2005, озвучено на замовлення К1)
- «Американський тато!» (англ. American Dad!, 2005—, озвучено на замовлення ICTV)
- «Пірнай, Оллі, пірнай!» (англ. Dive Olly dive!, 2005, озвучено на замовлення Піксель TV)
- «Домашні прибульці» (англ. Pet Alien, 2005, озвучено на замовлення Піксель TV)
- «Воллес і Громіт та прокляття кролика-перевертня» (англ. Wallace & Gromit in The Curse of the Were-Rabbit, 2005, озвучено на замовлення К1)
- «Труп нареченої» (англ. Corpse Bride, 2005, озвучено на замовлення телекомпанії Інтер)
- «Анатомія Грей» (3 сезон) (англ. Grey's Anatomy, 2005—2007)
- «Місія „Сереніті“» (англ. Serenity, 2005)
- «Еон Флакс» (англ. Æon Flux, 2005)
- «Новий світ» (англ. The New World, 2005)
- «Білий шум» (англ. White Noise, 2005)
- «Тут палять» (англ. Thank You for Smoking, 2005)
- «Денні — пес» (англ. Danny the Dog, 2005)
- «Гроші на двох» (англ. Two for the Money, 2005)
- «Револьвер» (англ. Revolver, 2005)
- «Надприродне» (англ. Supernatural, 2005—)
- «Доктор Хто» (англ. Doctor Who, 2005—)
- «Майстри жахів» (англ. Masters of Horror, 2005—2007)
- «Мене звати Ерл» (англ. My Name Is Earl, 2005—2009)
- «Кров за кров» (англ. Four Brothers, 2005)
- «Добраніч і нехай щастить» (англ. Good night, and Good luck, 2005)
- «Перекладачка» (англ. The Interpreter, 2005)
- «Олівер Твіст» (англ. Oliver Twist, 2005)
- «Жах Амітівілля» (англ. The Amityville Horror, 2005)
- «Загублене місто» (англ. The Lost City, 2005)
- «На глибині» (англ. Submerged, 2005)
- «Довірся чоловікові» (англ. Trust the Man, 2005)
- «Шість демонів Емілі Роуз» (англ. The Exorcism of Emily Rose, 2005)
- «Виправдана жорстокість» (англ. A History Of Violence, 2005)
- «Печера» (англ. The Cave, 2005, озвучено на замовлення ТРК Україна)
- «Невловимий» (фр. Anthony Zimmer, 2005, озвучено на замовлення К1)
- «Заручник» (англ. Hostage, 2005, озвучено на замовлення Cine+)
- «Мюнхен» (англ. Munich, 2005, озвучено на замовлення ICTV)
- «Сахара» (англ. Sahara, 2005, озвучено на замовлення ICTV)
- «Метод Хітча: Правила зйому» (англ. Hitch, 2005, озвучено на замовлення ICTV)
- «Легенда Зорро» (англ. The Legend of Zorro, 2005, озвучено на замовлення ICTV)
- «Чарлі та шоколадна фабрика» (англ. Charlie and the Chocolate factory, 2005, озвучено на замовлення ICTV)
- «Війна світів» (англ. War of the Worlds, 2005)
- «Веліант: Пернатий спецзагін» (англ. Valiant, 2005)
- «Нічний рейс» (англ. Red Eye, 2005)
- «Королева» (англ. The Queen, 2006)
- «Ілюзіоніст» (англ. The Illusionist, 2006)
- «Людина року» (англ. Man of the Year, 2006)
- «Артур та мініпути» (3 частини) (фр. Arthur et les minimoys, англ. Arthur and the Invisibles, 2006—2010)
- «Престиж» (англ. The Prestige, 2006)
- «Сенсація» (англ. Scoop, 2006)
- «Роб—бі—Гуд» (англ. Robin—B—Hood, порт. Bo bui gai wak, 2006)
- «Позамежжя» (англ. The Fall, 2006)
- «Козирні тузи» (англ. Smokin' Aces, 2006)
- «Відступники» (англ. The Departed, 2006, Оскар)
- «Чорна книга» (нід. Zwartboek, англ. Black Book, 2006)
- «Потрійний форсаж: Токійський дрифт» (англ. The Fast and the Furious: Tokyo Drift, 2006)
- «Нас прийняли» (англ. Accepted, 2006)
- «Найманець» (англ. Mercenary for Justice, 2006)
- «Містифікація» (англ. The Hoax, 2006)
- «Код да Вінчі» (англ. The Da Vinci Code, 2006)
- «Лишитися живим» (англ. Stay Alive, 2006)
- «Казки півдня» (англ. Southland Tales, 2006)
- «Загублений рейс» (англ. United 93, 2006)
- «Хеллбой: Дилогія» (англ. Hellboy Animated, 2006—2007)
- «Адреналін» (2 частини) (англ. Crank, 2006—2009)
- «Декстер» (англ. Dexter, 2006—2013)
- «300 спартанців» (англ. 300, 2006, озвучено на замовлення телекомпанії Інтер)
- «Криміналіст» (нім. Der Kriminalist, 2006, озвучено на замовлення НТН)
- «Павутиння Шарлотти» (англ. Charlotte's Web, 2006, озвучено на замовлення телекомпанії Інтер)
- «Ти — моє життя» (ісп. Sos Mi Vida, 2006—2007, озвучено на замовлення телекомпанії Інтер)
- «Ясновидець» (англ. Psych, 2006—2014, озвучено на замовлення Індиго TV)
- «Джиндабайн» (англ. Jindabyne, 2006, озвучено на замовлення AMC)
- «Хвіст тигра» (англ. The Tiger's Tail, 2006, озвучено на замовлення AMC)
- «Хибна спокуса» (англ. The Good Shepherd, 2006, озвучено на замовлення AMC)
- «Не вступити Штейнам» (англ. Keeping Up with the Steins, 2006, озвучено на замовлення AMC)
- «Бандитки» (англ. Bandidas, 2006, озвучено на замовлення Cine+)
- «Лабіринт Фавна» (ісп. El laberinto del fauno, 2006, озвучено на замовлення Cine+)
- «Мирний воїн» (англ. Peaceful Warrior, 2006, озвучено на замовлення Cine+)
- «Останній нащадок Землі» (англ. Children Of Men, 2006, озвучено на замовлення Cine+)
- «Лісова братва» (англ. Over the Hedge, 2006, озвучено на замовлення телекомпанії Інтер)
- «Будинок-монстр» (англ. Monster House, 2006, озвучено на замовлення К1)
- «Лупдіду» (англ. Loopdidoo, 2006—2008, озвучено на замовлення Піксель TV)
- «Другий у команді» (англ. Second in Command, 2006)
- «П'ятеро невідомих» (англ. Unknown, 2006)
- «Не впіймали - не злодій» (англ. Inside Man, 2006)
- «Коли я був співаком» (англ. Quand j'étais chanteur, 2006)
- «Пункт призначення 3» (англ. Final Destination 3, 2006)
- «Прапори наших батьків» (англ. Flags of Our Fathers, 2006)
- «Супермен повертається» (англ. Superman Returns, 2006)
- «Кілька днів у вересні» (італ. Quelques jours en septembre, 2006)
- «Клік: З пультом по життю» (англ. Click, 2006)
- «Розмальована вуаль» (англ. The Painted Veil, 2006)
- «Фатальна красуня» (фр. Hors de prix, 2006)
- «Червона шапочка» (англ. Red Riding Hood, 2006, озвучено на замовлення IntWestDistribution)
- «Реальні дівчата» (англ. Material Girls, 2006, озвучено на замовлення К1)
- «Мисливці за чужими» (англ. Torchwood, 2006—2011, озвучено на замовлення К1)
- «Всесвітній торговий центр» (англ. World Trade Center, 2006)
- «Кохання та інші катастрофи» (англ. Love and Other Disasters, 2006)
- «Пекельні послуги коштують дорого» (англ. Pumpkinhead: Ashes to Ashes, 2006)
- «Апокаліпсис» (англ. Apocalypto, 2006, озвучено на замовлення Cine+)
- «Відпустка за обміном» (англ. The Holiday, 2006, озвучено на замовлення Cine+)
- «Примарний вершник» (англ. Ghost Rider, 2007, озвучено на замовлення AMC)
- «Менсфілд Парк» (англ. Mansfield Park, 2007, озвучено на замовлення AMC)
- «Парковка N2» (англ. P2, 2007, озвучено на замовлення ТРК Україна)
- «Єлизавета: Золотий вік» (англ. Elizabeth: The Golden Age, 2007, озвучено на замовлення ТРК Україна)
- «Том і Джеррі: Історія про Лускунчика» (англ. Tom and Jerry: A Nutcracker Tale, 2007, озвучено на замовлення Нового каналу)
- «Обман» (англ. The Lookout, 2007)
- «Вечір» (англ. Evening, 2007)
- «Паства» (англ. The Flock, 2007)
- «Версія» (англ. Rendition, 2007)
- «Бронежилет» (англ. Body Armour, 2007)
- «Нишпорка» (англ. Sleuth, 2007)
- «Хелловін» (англ. Halloween, 2007)
- «Хоробра» (англ. The Brave One, 2007)
- «План гри» (англ. The Game Plan, 2007)
- «Син Рембо» (англ. Son of Rambow, 2007)
- «Викрадення» (англ. Captivity, 2007)
- «Вторгнення» (англ. The Invasion, 2007)
- «Мертва тиша» (англ. Dead Silence, 2007)
- «Зачароване королівство» (англ. Tin Man, 2007)
- «Королівство» (англ. The Kingdom, 2007)
- «Пристрель їх» (англ. Shoot 'Em Up, 2007)
- «Свято кохання» (англ. Feast of Love, 2007)
- «Крута Джорджія» (англ. Georgia Rule, 2007)
- «Порок на експорт» (англ. Eastern Promises, 2007)
- «Діти Хуан Ші» (англ. The Children of Huang Shi, 2007)
- «Ультиматум Борна» (англ. The Bourne Ultimatum, 2007)
- «Спустошене місто» (англ. Reign Over Me, 2007)
- «Метелик на колесі» (англ. Butterfly on a Wheel, 2007)
- «Війна Чарлі Вілсона» (англ. Charlie Wilson's War, 2007)
- «Доки не склеїв ласти» (англ. The Bucket List, 2007)
- «Так вона знайшла мене» (англ. Then She Found Me, 2007)
- «Кодове ім'я: Прибиральник» (англ. Code Name: The Cleaner, 2007)
- «Те, що ми втратили у вогні» (англ. Things We Lost in the Fire, 2007)
- «В ім'я короля: історія облоги підземелля» (англ. In the Name of the King: A Dungeon Siege Tale, 2007)
- «Замикаючи коло» (англ. Closing the Ring, 2007)
- «99 франків» (англ. 99 francs, 2007)
- «Принцеса сонця» (англ. La reine soleil, 2007)
- «Бувай, дитинко, бувай» (англ. Gone Baby Gone, 2007)
- «Інспектор Джордж Джентлі» (англ. Inspector George Gently, 2007—2017, озвучено на замовлення НТН)
- «Красунчик» (2 частини) (нім. Keinohrhasen, 2007, озвучено на замовлення К1)
- «Мій домашній динозавр» (англ. The Water Horse, 2007, озвучено на замовлення К1)
- «Трішки вагітна» (англ. Knocked Up, 2007, озвучено на замовлення ТРК Україна)
- «Черепашки-ніндзя» (англ. Teenage Mutant Ninja Turtles, 2007, озвучено на замовлення ТРК Україна)
- «3:10 до Юми. Потяг до Юми» (англ. 3:10 to Yuma, 2007, озвучено на замовлення Aurora Distribution)
- «1408» (англ. 1408, 2007, озвучено на замовлення Cine+)
- «Смертельний номер» (англ. Death Defying Acts, 2007, озвучено на замовлення Cine+)
- «Крамниця старожитностей» (англ. The Old Curiosity Shop, 2007, озвучено на замовлення Cine+)
- «Біжи, товстун, біжи» (англ. Run Fatboy Run, 2007, озвучено на замовлення телекомпанії Інтер)
- «Веселі цифри» (англ. Zumbers, 2007, озвучено на замовлення Піксель TV)
- «Тельмо та Тула» (англ. Telmo and Tula, 2007, озвучено на замовлення Піксель TV)
- «Зелене світло» (англ. Green light, 2007, озвучено на замовлення Піксель TV)
- «Чарівний сад» (англ. In The Night Garden, 2007, озвучено на замовлення Піксель TV)
- «Весела ферма» (англ. FARMKids, 2007—2010, озвучено на замовлення Піксель TV)
- «Вуличний футбол» (англ. Street Football, 2007—2008, озвучено на замовлення телеканалу Мега)
- «Баранчик Шон» (англ. Shaun the Sheep, 2007—2016, озвучено на замовлення Піксель TV)
- «Так, можливо» (англ. Definitiely, Maybe, 2007, озвучено на замовлення Cine+)
- «Притулок для дорослих» (ісп. El orfanato, 2007, озвучено на замовлення Cine+)
- «Роллі та Ельф: Неймовірні пригоди» (англ. Quest for a Heart, 2007, озвучено на замовлення Cine+ Kids)[3]
- «Сутичка» (англ. Damages, 2007—)
- «Теорія великого вибуху» (англ. The big bang theory, 2007—2019)
- «Тринадцять друзів Оушена» (англ. Ocean's Thirteen, 2007)
- «Чак» (англ. Chuck, 2007—2012)
- «Великий Стен» (англ. Big Stan, 2007, озвучено на замовлення Cine+)
- «Оселя зла 3: Вимирання» (англ. Resident Evil: Extinction, 2007, озвучено на замовлення Aurora Distribution)
- «Збиток» (англ. Damages, 2007, озвучено на замовлення телекомпанії Інтер)
- «Божевільні» (англ. Mad Men, 2007, озвучено на замовлення телеканалу Мега)
- «Чорна лагуна» (ісп. El lnternado, 2007—2010, озвучено на замовлення телеканалу Zoom)
- «Стогін чорної змії» (англ. Black Snake Moan, 2007, озвучено на замовлення ICTV)
- «Тюдори» (англ. The Tudors, 2007—2010)
- «Молодий ганнібал» (англ. Hannibal Rising, 2007)
- «Теорія хаосу» (англ. Chaos Theory, 2007)
- «Наркоз» (англ. Awake, 2007)
- «Нафта» (англ. There Will Be Blood, 2007)
- «Після прочитання спалити» (англ. Burn After Reading, 2008)
- «Зоряна брама: Континуум» (англ. Stargate: Continuum, 2008)
- «Зоряна брама: Ковчег істини» (англ. Stargate: Ark of the truth, 2008)
- «Пуститися берега» (англ. Breaking Bad, 2008—2012)
- «Менталіст» (англ. The Mentalist, 2008—2015)
- «Розслідування Мердока» (англ. Murdoch Mysteries, 2008—, озвучено на замовлення кіноканалу Ентер-фільм)
- «Фізика чи хімія» (ісп. Fisica o Quimica, 2008—2011, озвучено на замовлення телеканалу Zoom)
- «Картковий борг» (англ. Pistol Whipped, 2008, озвучено на замовлення ICTV)
- «Точка обстрілу» (англ. Vantage Point, 2008, озвучено на замовлення ICTV)
- «Таємна служба Санта-Клауса» (англ. Red Caps, 2008, озвучено на замовлення К1)
- «Герцогиня» (англ. The Duchess, 2008, озвучено на замовлення К1)
- «Манон» (фр. Manon, 2008, озвучено на замовлення Піксель TV)
- «Непереможний Людина-павук» (англ. The Spectacular Spider-man, 2008, озвучено на замовлення телекомпанії Інтер)
- «Кунг-фу Панда» (англ. Kung Fu Panda, 2008, озвучено на замовлення телекомпанії Інтер)
- «Пригоди Десперо» (англ. The Tale of Despereaux, 2008, озвучено на замовлення Cine+)
- «Ніко — шлях до зірок» (фін. Niko - Lentajan poika, 2008, озвучено на замовлення Cine+)
- «Пінгвін Джаспер: подорож на край Землі» (англ. Jasper Journey to the End of the World, 2008, озвучено на замовлення Cine+)
- «Ігор» (англ. Igor, 2008, озвучено на замовлення Cine+)
- «Париж! Париж!» (фр. Faubourg 36, 2008, озвучено на замовлення Cine+)
- «Сонцесяйний Баррі і хробаки диско» (англ. Disco ormene, 2008, озвучено на замовлення Cine+)
- «Рок-н-рольник» (англ. RocknRolla, 2008)
- «Диско» (англ. Disco, 2008)
- «Теорія вбивств» (англ. Kill Theory, 2008)
- «Притулок» (англ. Asylum, ісп. El Orfanato, 2008)
- «Незнайомці» (англ. The Strangers, 2008)
- «Володар бурі» (англ. The Hurt Locker, 2008)
- «Кривава любов» (англ. Love Lies Bleeding, 2008)
- «Будь кмітливим» (англ. Get Smart, 2008)
- «Право на вбивство» (англ. Righteous kill, 2008)
- «Залягти на дно в Брюгге» (англ. In Bruges, 2008)
- «Особливо небезпечний» (англ. Wanted, 2008)
- «Новий хлопець моєї мами» (англ. My Mom's New Boyfriend, 2008)
- «Мільйонер із нетрів» (англ. Slumdog Millionaire, 2008, озвучено на замовлення ICTV)
- «Сумнів» (англ. Doubt, 2008, озвучено на замовлення AMC)
- «Льодяний блюз» (англ. Ice blues, 2008, озвучено на замовлення AMC)
- «Таємниця Мунакра» (англ. The Secret of Moonacre, 2008, озвучено на замовлення AMC)
- «Сліпота» (англ. Blindness, 2008, озвучено на замовлення Cine+)
- «Крабат: Учень чаклуна» (англ. Krabat, 2008, озвучено на замовлення Cine+)
- «Так, ні, напевно» (англ. Definitely, Maybe, 2008, озвучено на замовлення Cine+)
- «Полум'я і Цитрон» (дан. Flammen & Citronen, 2008, озвучено на замовлення Cine+)
- «Хлопчик у смугастій піжамі» (англ. The Boy in the Striped Pyjamas, 2008, озвучено на замовлення AMC)
- «Загадкові вбивства Агати Крісті» (1 сезон) (фр. Les Petits Meurtres d'Agatha Christie, 2009—)
- «Зоряний шлях» (англ. Star Trek, 2009)
- «Хатіко: Вірний друг» (англ. Hachiko: A Dog's Story, 2009)
- «Вітаємо у Зомбіленді» (англ. Zombieland, 2009)
- «Материнство» (англ. Motherhood, 2009)
- «Леон» (фр. Léon, 2009, озвучено на замовлення Піксель TV)
- «Хантік» (1 сезон) (англ. Huntik, 2009, озвучено на замовлення Піксель TV)
- «Малюки-герої» (англ. Hero Kids, 2009, озвучено на замовлення Піксель TV)
- «Планета 51» (англ. Planet 51, 2009, озвучено на замовлення Cine+)
- «Дев'ять» (англ. 9, 2009, озвучено на замовлення Cine+)
- «Друзі назавжди» (нім. Mullewapp, 2009, озвучено на замовлення Cine+)
- «Астробой» (англ. Astro Boy, 2009, озвучено на замовлення Cine+)
- «Приколісти» (англ. Funny People, 2009, озвучено на замовлення Cine+)
- «Душевна кухня» (англ. Soul Kitchen, 2009, озвучено на замовлення Cine+)
- «Нова історія Білосніжки» (англ. Happily N'Ever After 2, 2009, озвучено на замовлення Cine+)
- «Вікі, маленький вікінг» (фільм) (нім. Wickie und die starken Manner, 2009, озвучено на замовлення К1)
- «Плодді-супергерой» (норв. Pelle Politbil gar i vannet, 2009, озвучено на замовлення К1)
- «Пригоди здорової їжі» (англ. Nutri Ventures, 2009, озвучено на замовлення Піксель TV)
- «Зебрик Зігбі» (англ. Zigby The Zebra, 2009, озвучено на замовлення Піксель TV)
- «Ван-Дог» (англ. Van Dogh, 2009, озвучено на замовлення Піксель TV)
- «Геніальний Контраптус» (англ. Contraptus, 2009, озвучено на замовлення Піксель TV)
- «Пригоди Тіммі» (англ. Timmy Time, 2009—2011, озвучено на замовлення Піксель TV)
- «Жорстокі таємниці Лондона» (англ. Whitechapel, 2009, озвучено на замовлення телеканалу Мега)
- «1939» (англ. 1939, 2009, озвучено на замовлення AMC)
- «Балібо» (англ. Balibo, 2009, озвучено на замовлення AMC)
- «Сезон перемог» (англ. The winning season, 2009, озвучено на замовлення AMC)
- «Будь, що буде» (англ. Whatever works, 2009, озвучено на замовлення AMC)
- «Той, що читає думки» (англ. The Listener, 2009, озвучено на замовлення НТН)
- «Буває й гірше» (1 сезон) (англ. The Middle, 2009—, озвучено на замовлення К1)
- «Камера 211» (англ. Celda 211, 2009, озвучено на замовлення НТН)
- «Слава» (англ. Fame, 2009, озвучено на замовлення К1)
- «Захесник» (англ. Defendor, 2009, озвучено на замовлення Cine+)
- «Невдахи» (фр. Micmacs a tire-larigot, 2009, озвучено на замовлення Cine+)
- «Баарія» (італ. Baaria, 2009, озвучено на замовлення Cine+)
- «Велика гра» (англ. State of Play, 2009, озвучено на замовлення Cine+)
- «Загублений світ» (англ. Land of the Lost, 2009, озвучено на замовлення Cine+)
- «Зоряна брама» (англ. Stargate, 2009—2010, озвучено на замовлення К1)
- «Припарковані» (англ. Parked, 2010, озвучено на замовлення AMC)
- «Розплата» (англ. The Debt, 2010, озвучено на замовлення Cine+)
- «Король говорить!» (англ. The King's Speech, 2010, озвучено на замовлення Cine+)
- «Рубікон» (англ. Rubicon, 2010)
- «Альфа та Омега: Зубата братва» (англ. Alpha and Omega, 2010)
- «Лютер» (англ. Luther, 2010, озвучено на замовлення НТН)
- «Таємна школа Таувер» (англ. Tower Prep, 2010, озвучено на замовлення телеканалу Zoom)
- «Небесне кохання» (тур. Yer Gok Ask, 2010, озвучено на замовлення телекомпанії Інтер)
- «Залізна хватка» (англ. True Grit, 2010, озвучено на замовлення телекомпанії Інтер)
- «Пригоди майстра Кунг-Фу» (англ. Kung Fu Masters of Zodiac, 2010, озвучено на замовлення ICTV)
- «Митниця дає добро» (фр. Rien à déclarer, 2010, озвучено на замовлення ICTV)
- «Воруши ластами» (англ. Sammy's Adventures, 2010, озвучено на замовлення Cine+)
- «Позичайка Аріетті» (англ. The Secret World of Arrietty, 2010, озвучено на замовлення Cine+)
- «Учень Санти» (англ. Santa's Apprentice, 2010, озвучено на замовлення Cine+)
- «Тара Дункан» (англ. Tara Duncan, 2010, озвучено на замовлення Піксель TV)
- «Клампики» (англ. Klumpies, 2010, озвучено на замовлення Піксель TV)
- «Песик Камбу» (англ. Kambu, 2010, озвучено на замовлення Піксель TV)
- «Обачна Еббі» (англ. Abby Careful, 2010, озвучено на замовлення Піксель TV)
- «Октонавти» (англ. The Octonauts, 2010—2011, озвучено на замовлення Піксель TV)
- «Гренадін та Пепермінт» (англ. Grenadine and Peppermint, 2010—2011, озвучено на замовлення Піксель TV)
- «Ден проти» (англ. Dan Vs., 2010—2013, озвучено на замовлення НЛО TV)
- «Шафа Хлої» (англ. Chloe's Clloset, 2010—2013, озвучено на замовлення Піксель TV)
- «Скубі-Ду: Містична корпорація» (англ. Scooby-Doo! Mystery Incorporated, 2010—2013, озвучено на замовлення ICTV)
- «Мелісса і Джоуї» (англ. Melissa & Joey, 2010—2015, озвучено на замовлення Нового каналу)
- «Копи-новобранці» (англ. Rookie Blue, 2010—2015, озвучено на замовлення НТН)
- «Зообалу» (англ. Zoobabu, 2010—2015, озвучено на замовлення Піксель TV)
- «Компашка» (фр. Kaeloo, 2010, озвучено на замовлення К1)
- «Ранковий підйом» (англ. Morning Globy, 2010, озвучено на замовлення К1)
- «Повелитель стихій» (англ. The Last Airbender, 2010, озвучено на замовлення К1)
- «Том і Джеррі: Шерлок Холмс» (англ. Tom and Jerry. Sherlock Holmes, 2010, озвучено на замовлення ICTV)
- «Нестримні» (3 частини) (англ. The Expendables, 2010—2014)
- «Патруль часу» (англ. Future X-Cops, 2010, озвучено на замовлення Cine+)
- «Початківці» (англ. Beginners, 2010, озвучено на замовлення Cine+)
- «Втеча з Вегаса» (англ. Get him to the Greek, 2010, озвучено на замовлення Cine+)
- «Диявол» (англ. Devil, 2010, озвучено на замовлення Cine+)
- «Незбагненне» (англ. Unthinkable, 2010, озвучено на замовлення ICTV)
- «Ліга справедливості: Криза двох світів» (англ. Justice League: Crisis on Two Earths, 2010, озвучено на замовлення ICTV)
- «Молода ліга справедливості» (англ. Young Justice, 2010, озвучено на замовлення ICTV)
- «Острів проклятих» (англ. Shutter Island, 2010)
- «Невдахи» (англ. The Losers, 2010)
- «Шалені» (англ. The Crazies, 2010)
- «Кілери» (англ. Killers, 2010)
- «В очікуванні вічності» (англ. Waiting for Forever, 2010)
- «Гра без правил» (англ. Fair game, 2010, озвучено на замовлення Cine+)
- «Впусти мене» (англ. Let Me In, 2010, озвучено на замовлення Cine+)
- «Хоробрі перцем» (англ. Your Highness, 2010, озвучено на замовлення Cine+)
- «Подвійне життя Чарлі Сент Клауда» (англ. Charlie St. Cloud, 2010, озвучено на замовлення Cine+)
- «Боєць» (англ. The Fighter, 2010, озвучено на замовлення Cine+)
- «Дар» (ісп. El mal ajeno, 2010, озвучено на замовлення Cine+)
- «Скотт Пілігрим проти всіх» (англ. Scott Pilgrim vs. the World, 2010, озвучено на замовлення Cine+)
- «Ханна: Досконала зброя» (англ. Hanna, 2010)
- «Примара» (англ. The Ghost Writer, 2010)
- «Професіонал» (англ. Killer Elite, 2011)
- «Ріо» (англ. Rio, 2011, озвучено на замовлення Cine+)
- «Життя прекрасне» (англ. 50/50, 2011, озвучено на замовлення Cine+)
- «Дилема» (англ. The Dilemma, 2011, озвучено на замовлення Cine+)
- «Хочу як ти» (англ. The Change-Up, 2011, озвучено на замовлення Cine+)
- «Сутичка» (англ. The Grey, 2011, озвучено на замовлення Cine+)
- «Опівночі у Парижі» (англ. Midnight in Paris, 2011, озвучено на замовлення Cine+)
- «Як божевільний» (англ. Like Crazy, 2011, озвучено на замовлення телекомпанії Інтер)
- «Том і Джеррі: Чарівник країни Оз» (англ. Tom and Jerry and the Wizard for Oz, 2011, озвучено на замовлення ICTV)
- «Робокар Полі» (англ. Robocap Poli, 2011—, озвучено на замовлення Піксель TV)
- «Пригоди Абні та Тіл» (англ. The Adventures of Abney and Teal, 2011, озвучено на замовлення Піксель TV)
- «Червона Шапка проти зла» (англ. Hoodwinked too! Hood vs. Evil, 2011, озвучено на замовлення Cine+)
- «Монстр у Парижі» (англ. A Monster in Paris, озвучено на замовлення Cine+)
- «Таємна місія Санти» (фін. Maaginen kristalli, 2011, озвучено на замовлення Cine+)
- «Кунг-фу Кролик» (англ. Kung-Fu Bunny, 2011, озвучено на замовлення Cine+)
- «Монстри на острові» (англ. Friends: Naki on the Monster Island, 2011, озвучено на замовлення Cine+)
- «Джастін — мандрівник у часі» (англ. Justin Time, 2011, озвучено на замовлення Піксель TV)
- «Луні Тюнз Шоу» (англ. The Looney Tunes Show, 2011, озвучено на замовлення ICTV)
- «Чаплін та друзі» (англ. Chaplin & Co, 2011, озвучено на замовлення Піксель TV)
- «Малюк Джейк» (англ. Baby Jake, 2011, озвучено на замовлення Піксель TV)
- «Фургончик Оллі» (англ. Olly the white Van, 2011, озвучено на замовлення Піксель TV)
- «Ірландець» (англ. Kill the Irishman, 2011, озвучено на замовлення Cine+)
- «Коли Санта упав на Землю» (нім. Als der Weihnachtsmann von Himmel fiel, 2011, озвучено на замовлення Cine+)
- «Механік» (англ. The Mechanic, 2011, озвучено на замовлення ICTV)
- «Без компромісів» (англ. Blitz, 2011, озвучено на замовлення ICTV)
- «Бульвар жаху» (англ. Rosewood Lane, 2011, озвучено на замовлення НЛО TV)
- «Пастка для нареченої» (англ. The Decoy Bride, 2011, озвучено на замовлення К1)
- «Коріолан» (англ. Coriolanus, 2011)
- «Джейн Ейр» (англ. Jane Eyre, 2011)
- «Примарний гонщик: Дух помсти» (англ. Ghost Rider: Spirit of Vengeance, 2011)
- «Спокусник» (2 частини) (нім. Kokowaah, 2011—2013)
- «Восьма сторінка» (англ. Page Eight, 2011, озвучено на замовлення Cine+)
- «Початковий код» (англ. Source Code, 2011, озвучено на замовлення Cine+)
- «Змінюючи реальність» (англ. The Adjustment Bureau, 2011, озвучено на замовлення Cine+)
- «Відьма Лілі: Подорож у Мандолан» (нім. Hexe Lilli: Die Reise nach Mandolan, 2011, озвучено на замовлення Cine+)
- «Сніжок» (англ. Floquet de Neu, 2011, озвучено на замовлення Cine+)
- «Остання любов на землі» (англ. Perfect Sense, 2011, озвучено на замовлення Cine+)
- «Бетмен: Рік перший» (англ. Batman: Year One, 2011, озвучено на замовлення ICTV)
- «Три мушкетери» (англ. The Three Musketeers, 2011, озвучено на замовлення ICTV)
- «Корабель» (1—2 сезони) (ісп. El Barco, 2011—2012, озвучено на замовлення К1)
- «Голодні ігри» (3 частини) (англ. The Hunger Games, 2012—2014, озвучено на замовлення Cine+)
- «Тридцять хвилин по півночі» (англ. Zero Dark Thirty, 2012, озвучено на замовлення Cine+)
- «Козел» (англ. Scrapegoat, 2012, озвучено на замовлення AMC)
- «Міський байстрюк» (англ. City Slacker, 2012, озвучено на замовлення AMC)
- «Кришталева фея і чарівний кактус» (англ. Crystal Fairy & The Magical Cactus, 2012, озвучено на замовлення AMC)
- «Помста чарівної рибки» (англ. The Wish Fish, 2012, озвучено на замовлення Cine+)
- «Болт і Бліп: Битва місячної битви» (англ. Bolts & Bilp: Battle of the Lunar League, 2012, озвучено на замовлення Cine+)
- «Повернення у море» (англ. Back to the Sea, 2012, озвучено на замовлення Cine+)
- «Наруто: Шлях ніндзя» (англ. Naruto: The Movie: Road to Ninja, 2012, озвучено на замовлення Cine+)
- «Гайд-Парк на Гудзоні» (англ. Hyde Park on Hudson, 2012, озвучено на замовлення Cine+)
- «Петля часу» (англ. Looper, 2012, озвучено на замовлення Cine+)
- «Квартет» (англ. Quartet, 2012, озвучено на замовлення Cine+)
- «Жага до пригод» (англ. Wanderlust, 2012, озвучено на замовлення Cine+)
- «Контрабанда» (англ. Contraband, 2012, озвучено на замовлення Cine+)
- «Анна Кареніна» (англ. Anna Karenina, 2012, озвучено на замовлення Cine+)
- «Риф» (англ. The Reef: High Tide, 2012, озвучено на замовлення Cine+)
- «Згадуючи 1942» (англ. Back to 1942, 2012, озвучено на замовлення Cine+)
- «Залізний кулак» (англ. The Man with the Iron Fists, 2012, озвучено на замовлення Cine+)
- «5 років майже одружені» (англ. The Five-Year Engagement, 2012, озвучено на замовлення Cine+)
- «Найп'янкіший округ у світі» (англ. Lawless, 2012, озвучено на замовлення Cine+)
- «Ернест і Селестіна» (англ. Ernest et Célestine, 2012, озвучено на замовлення Cine+)
- «Місто друзів» (англ. City of friends, 2012, озвучено на замовлення Піксель TV)
- «Тіллі та друзі» (англ. Tilly and friends, 2012, озвучено на замовлення Піксель TV)
- «Овечки-чемпіони» (англ. Shaun the Sheep: Championsheeps, 2012, озвучено на замовлення Піксель TV)
- «Казки маленької Міли» (англ. Missy Mila: Twisted Tales, 2012, озвучено на замовлення Піксель TV)
- «Астерікс і Обелікс у Британії» (фр. Astérix et Obélix: Au service de Sa Majesté, 2012, озвучено на замовлення ICTV)
- «Том і Джеррі: Робін Гуд і миша-сміхотунка» (англ. Tom and Jerry: Robin Hood and His Merry Mouse, 2012, озвучено на замовлення ICTV)
- «Захисник» (англ. Safe, 2012, озвучено на замовлення ICTV)
- «Континуум» (англ. Continuum, 2012, озвучено на замовлення ICTV)
- «Революція» (англ. Revolution, 2012, озвучено на замовлення ICTV)
- «Згадати все» (англ. Total recall, 2012, озвучено на замовлення ICTV)
- «Тисяча слів» (англ. A Thousand Words, 2012, озвучено на замовлення К1)
- «Патруль» (англ. End of Watch, 2012)
- «Вруміз» (англ. Vroomiz, 2012)
- «Леді-детектив місс Фрайні Фішер» (англ. Miss Fisher's Murder Mysteries, 2012, озвучено на замовлення кіноканалу Ентер-фільм)
- «Замбезія» (англ. Zambezia, 2012, озвучено на замовлення Cine+)
- «Кличте акушерку» (англ. Call the Midwife, 2012, озвучено на замовлення Cine+)
- «Скандал» (3 сезон) (англ. Scandal, 2012—2014, озвучено на замовлення телекомпанії Інтер)
- «Казки тигренятка Персі» (англ. Percy's Tiger Tales, 2012, озвучено на замовлення Піксель TV)
- «Перевізник» (1 сезон) (англ. Transporter: The Series, 2012—2014, озвучено на замовлення телекомпанії Інтер)
- «Елементарно» (4 сезон) (англ. Elementary, 2012—, озвучено на замовлення НТН)[2]
- «Дамське щастя» (англ. The Paradise, 2012—2013, озвучено на замовлення Cine+)
- «СуперЗоя» (англ. Shezow, 2012—2013, озвучено на замовлення НЛО TV)
- «Теле-тато у відставці» (англ. See Dad Run, 2012—2015, озвучено на замовлення Paramount Comedy)
- «Ціль номер один» (англ. Zero Dark Thirty, 2012)
- «Ілюзія обману» (англ. Now You See Me, 2013)
- «Коханець напрокат» (фр. 20 ans d'ecart, 2013)
- «Бруклін 99» (англ. Brooklyn Nine-Nine, 2013—)
- «Послідовники» (англ. The Following, 2013, озвучено на замовлення ICTV)
- «Кров'ю і Потом: Анаболики» (англ. Pain & Gain, 2013, озвучено на замовлення ICTV)
- «Демони да Вінчі» (англ. Da Vinci's Demons, 2013, озвучено на замовлення НТН)
- «Банши» (англ. Banshee, 2013—2016, озвучено на замовлення НТН)
- «Паркер» (англ. Parker, 2013, озвучено на замовлення ICTV)
- «Стукач» (англ. Snitch, 2013, озвучено на замовлення Cine+)
- «Ріддік» (англ. Riddick, 2013, озвучено на замовлення Cine+)
- «Анжеліка, маркіза янголів» (англ. Angélique, marquise des anges, 2013, озвучено на замовлення Cine+)
- «Світ забуття» (англ. Obilvion, 2013, озвучено на замовлення Cine+)
- «Пригоди Космо К'ю» (англ. Q Pootle 5, 2013, озвучено на замовлення Піксель TV)
- «Нікчемний я 2» (англ. Despicable Me 2, 2013, озвучено на замовлення ICTV)
- «Суперкоманда» (ісп. Metegol, 2013, озвучено на замовлення Cine+)
- «Гостя» (англ. The Host, 2013, озвучено на замовлення Cine+)
- «Під куполом» (2—3 сезони) (англ. Under the Dome, 2013—2015, озвучено на замовлення НТН)[2]
- «Голдберги» (англ. The Goldbergs, 2013—, озвучено на замовлення Paramount Comedy)
- «Два стволи» (нід. Popoz, 2013, озвучено на замовлення Paramount Comedy)
- «Перетинаючи межу» (англ. Crossing Lines, 2013—, озвучено на замовлення НТН)
- «Рей Донован» (англ. Ray Donovan, 1 сезон, 2013)
- «Підступні покоївки» (англ. Devious Maids, 2013—2016, озвучено на замовлення Нового каналу)
- «Том і Джеррі: Гігантська пригода» (англ. Tom and Jerry's Giant Adventure, 2013, озвучено на замовлення Нового каналу)
- «Хоробре серце» (нім. Ritter Rost - Eisenhart and voll verbeult, 2013, озвучено на замовлення Cine+)
- «Втеча з планети Земля» (англ. Escape from Planet Earth, 2013, озвучено на замовлення Cine+)
- «Саріла: Загублена земля» (англ. The Legend of Sarila, 2013, озвучено на замовлення Cine+)
- «Робосапієн» (англ. Robosapien, 2013, озвучено на замовлення Cine+)
- «Ведмеді-сусіди: Зимові канікули» (англ. Boonie Bears: Homeward Journey, 2013, озвучено на замовлення Cine+)
- «Індички: Назад у майбутнє» (англ. Free Birds, 2013, озвучено на замовлення Cine+)
- «Оз: Повернення у смарагдове місто» (англ. Legends of Oz: Dorothy's Return, 2013, озвучено на замовлення Cine+)
- «Оггі повертається» (англ. Oggy and the Cockroaches, 2013, озвучено на замовлення Cine+)
- «Вікі — маленький вікінг» (мультсеріал) (англ. Vic the Viking, 2013, озвучено на замовлення Піксель TV)
- «Венді» (англ. Wendy, 2013, озвучено на замовлення Піксель TV)
- «Ефект колібрі» (англ. Hummingbird, 2013, озвучено на замовлення Cine+)
- «Кінець світу» (англ. The World's End, 2013, озвучено на замовлення Cine+)
- «47 Ронін» (англ. 47 Ronin, 2013, озвучено на замовлення ICTV)
- «Повір» (англ. Believe, 2013, озвучено на замовлення Cine+)
- «Старперці» (англ. Last Vegas, 2013, озвучено на замовлення Cine+)
- «Кейт і Мім-Мім» (англ. Kate & Mim-Mim, 2014, озвучено на замовлення Піксель TV)
- «Мія» (англ. Mia, 2014, озвучено на замовлення Піксель TV)
- «Робін Гуд: Пригоди у Шервуді» (англ. Robin Hood: Mischief in Sherwood, 2014, озвучено на замовлення Піксель TV)
- «Сонік Бум» (англ. Sonic Boom, 2014, озвучено на замовлення Піксель TV)
- «Листоноша Пет» (англ. Postman Pat: The Movie, 2014, озвучено на замовлення Cine+)
- «Клуб Вінкс: Таємниця морської безодні» (англ. Winx Club: Il mmistero degli Abissi, 2014, озвучено на замовлення Cine+)
- «Наруто. Останній фільм» (англ. The Last: Naruto the Movie, 2014, озвучено на замовлення Cine+)
- «Переполох у джунглях» (англ. Jungle Shuffle, 2014, озвучено на замовлення Cine+)
- «Гніздо дракону» (англ. Dragon Nest: Warrions' Dawn, 2014, озвучено на замовлення Cine+)
- «Відважна Ліфі» (англ. Leafie, a Hen Into the Wild, 2014, озвучено на замовлення Cine+)
- «Версальський роман» (англ. A Little Chaos, 2014, озвучено на замовлення Cine+)
- «Том і Джеррі: Загублений дракон» (англ. Tom and Jerry: The Lost Dragon, 2014, озвучено на замовлення Нового каналу)
- «Космічні гонщики» (англ. Space racers, 2014, озвучено на замовлення Піксель TV)
- «Мишеня Тіп» (англ. Tip The Mouse, 2014, озвучено на замовлення Піксель TV)
- «Таші» (англ. Tashi, 2014, озвучено на замовлення Піксель TV)
- «Алтар» (англ. Altar, 2014, озвучено на замовлення AMC)
- «Люсі» (англ. Lucy, 2014, озвучено на замовлення Cine+)
- «Вчитель року» (англ. Teacher of the year, 2014, озвучено на замовлення Cine+)
- «Другий шанс» (англ. Danny Collins, 2014, озвучено на замовлення Cine+)
- «Пригоди Паддінгтона» (англ. Paddington, 2014, озвучено на замовлення Cine+)
- «Магія місячного сяйва» (англ. Magic in the Moonlight, 2014, озвучено на замовлення Cine+)
- «Найкраще в мені» (англ. The Best of Me, 2014, озвучено на замовлення Cine+)
- «Страховик» (ісп. Automata, 2014, озвучено на замовлення Cine+)
- «Білявка в ефірі» (англ. Walk of Shame, 2014, озвучено на замовлення Cine+)
- «Красуня та чудовисько» (фр. La belle et la bète, 2014, озвучено на замовлення Cine+)
- «Мільйон способів втратити голову» (англ. A Million Ways to Die in the West, 2014, озвучено на замовлення Cine+)
- «Теркс і Кайкос» (англ. Turks & Caicos, 2014, озвучено на замовлення Cine+)
- «Екс-махіна» (англ. Ex Machina, 2014, озвучено на замовлення Cine+)
- «Чоботар» (англ. The Cobbler, 2014, озвучено на замовлення Cine+)
- «Спогади про майбутнє» (англ. Testament Of Youth, 2014, озвучено на замовлення Cine+)
- «Шукач води» (англ. The Water Diviner, 2014, озвучено на замовлення Cine+)
- «Перлина кохання» (порт. Joia Rara, 2014—2015, озвучено на замовлення Cine+)
- «Вічність» (англ. Forever, 2014—2015, озвучено на замовлення ICTV)
- «Дивергент» (3 частини) (англ. Divergent, 2014—2016, озвучено на замовлення Cine+)
- «Непридатні до побачень» (англ. Undateable, 2014—2016, озвучено на замовлення Paramount Comedy)
- «Зупинись і гори» (англ. Halt and Catch Fire, 2014—2017, озвучено на замовлення AMC)
- «Ти не ти» (англ. You're Not You, 2014, озвучено на замовлення Cine+)
- «Лофт» (англ. Loft, 2014, озвучено на замовлення Cine+)
- «Будинок проклятих» (англ. Stonehearst Asylum, 2014, озвучено на замовлення Cine+)
- «Сага про вікінгів» (англ. Northmen - A Viking Saga, 2014, озвучено на замовлення Cine+)
- «Мисливець на лисиць» (англ. Foxcatcher, 2014, озвучено на замовлення Cine+)
- «Завіти юності» (англ. Testament of Youth, 2014, озвучено на замовлення Cine+)
- «Голі перці» (англ. Search Party, 2014, озвучено на замовлення Cine+)
- «Гра в імітацію» (англ. The Imitation Game, 2014, озвучено на замовлення Cine+)
- «Вік Аделайн» (англ. The Age of Adaline, 2015)
- «Леді Баг і Супер-Кіт» (англ. Miraculous: Tales of Ladybug & Cat Noir, 2015—, озвучено на замовлення Піксель TV)
- «Каляки-маляки» (англ. Doodleboo, 2015, озвучено на замовлення Піксель TV)
- «Де дракон?» (англ. Where's the Dragon?, 2015, озвучено на замовлення Cine+)
- «Упс! Ной зник…» (англ. Ooops! Noah is Gone..., 2015, озвучено на замовлення Cine+)
- «Ворон, маленький шахрай» (нім. Der kleine Rade Socke - Das grosse Rennen, 2015, озвучено на замовлення Cine+)
- «Ціна безсмертя» (англ. Self/less, 2015, озвучено на замовлення Cine+)
- «Дитинство лідера» (англ. The Childhood of a Leader, 2015, озвучено на замовлення Cine+)
- «Марін і його друзі» (англ. Bubble Marin, 2015, озвучено на замовлення Cine+)
- «Ретчет і Кланк» (англ. Ratchet and Clark, 2015, озвучено на замовлення Cine+)
- «Кунг-фу Кролик: Повелитель вогню» (англ. Kung-Fu Bunny: Lord of Fire, 2015, озвучено на замовлення Cine+)
- «Украдене побачення» (англ. Man Up, 2015, озвучено на замовлення Cine+)
- «Легенда» (англ. Legend, 2015, озвучено на замовлення Cine+)
- «Хвиля» (норв. Bolgen, 2015, озвучено на замовлення Cine+)
- «Лондонські канікули» (англ. A Royal Night Out, 2015, озвучено на замовлення Cine+)
- «Екс-махіна» (англ. Ex Machina, 2015, озвучено на замовлення Cine+)
- «Затьмарення» (англ. Regression, 2015, озвучено на замовлення Cine+)
- «Шульга» (англ. Southpaw, 2015, озвучено на замовлення Cine+)
- «Мерзенна вісімка» (англ. The Hateful Eight, 2015, озвучено на замовлення Cine+)
- «Агенти розвідок» (англ. The Game, 2015, озвучено на замовлення Cine+)
- «Німеччина-83» (нім. Deutschland 83, 2015, озвучено на замовлення НТН)
- «Спасіння» (англ. Extraction, 2015, озвучено на замовлення ICTV)
- «Втікач» (англ. The Runner, 2015, озвучено на замовлення Cine+)
- «У пустелі смерті» (англ. Into the Badlands, 2015—2017, озвучено на замовлення AMC)
- «Діагноз: Майже не закохані» (тур. Acil Ask Araniyor, 2015, озвучено на замовлення Нового каналу)
- «Статус стосунків: Усе складно» (тур. Lliski Durumu Karisik, 2015, озвучено на замовлення Нового каналу)
- «Кохання напрокат» (тур. Kiralik Ask, 2015—2017, озвучено на замовлення Нового каналу)
- «Кінець дитинства» (англ. Childhood's End, 2015, озвучено на замовлення Cine+)
- «Бійтесь ходячих мерців» (англ. Fear the Walking Dead, 2015—2017, озвучено на замовлення AMC)
- «Керол» (англ. Carol, 2015, озвучено на замовлення Воля Cine+)
- «400 днів» (англ. 400 days, 2015, озвучено на замовлення AMC)
- «Фунт плоті» (англ. Pound of Flesh, 2015, озвучено на замовлення AMC)
- «Знак пошани» (англ. Badge of Honor, 2015, озвучено на замовлення AMC)
- «Останній мисливець на відьом» (англ. The Last Witch Hunter, 2015, озвучено на замовлення Воля Cine+)
- «Їх зоряні півтори години» (англ. Their Finest, 2016, озвучено на замовлення Cine+)
- «Велика втеча» (ісп. Ozzy, 2016, озвучено на замовлення Cine+)
- «Афера під прикриттям» (англ. The Infiltrator, 2016, озвучено на замовлення Cine+)
- «Погані матусі» (англ. Bad Moms, 2016, озвучено на замовлення Cine+)
- «Кохання не за розміром» (фр. Uh homme a la hauteur, 2016, озвучено на замовлення Cine+)
- «З речами на виліт!» (фр. Debarquement immediat!, 2016, озвучено на замовлення Cine+)
- «Робінзон Крузо: Дуже заселений острів» (англ. Robinson Crusoe, 2016, озвучено на замовлення Cine+)
- «Чорний кіт Рудольф» (англ. Black Cat Rudolf, 2016, озвучено на замовлення Cine+)
- «Рок Дог» (англ. Rock Dog, 2016, озвучено на замовлення Cine+)
- «Супергерої» (англ. Bling, 2016, озвучено на замовлення Cine+)
- «Їжак Боббі» (англ. Bobby the Hedgehod, 2016, озвучено на замовлення Cine+)
- «Ілюзія кохання» (фр. Mal de pierres, 2016, озвучено на замовлення Cine+)
- «Балерина» (англ. Ballerina, 2016, озвучено на замовлення Cine+)
- «Проект Лазар» (англ. Realive, 2016, озвучено на замовлення Cine+)
- «Геній» (англ. Genius, 2016, озвучено на замовлення Cine+)
- «Королева Іспанії» (ісп. La reina de Espana, 2016, озвучено на замовлення Cine+)
- «Будь-якою ціною» (англ. Hell or High Water, 2016, озвучено на замовлення Cine+)
- «Круті стволи» (англ. Bastille Day, 2016, озвучено на замовлення Cine+)
- «Баракуда» (англ. Barracuda, 2016, озвучено на замовлення Cine+)
- «Викуп — мілліард» (англ. Take Down, 2016, озвучено на замовлення AMC)
- «Нічний адміністратор» (англ. The Night Manager, 2016, озвучено на замовлення AMC)
- «Чудова сімка» (англ. The Magnificent Seven, 2016, озвучено на замовлення НЛО TV)
- «Син» (англ. The Son, 2017—, озвучено на замовлення AMC)
- «Вартові джунглів» (фр. Les as de la jungle, 2017, озвучено на замовлення Cine+)
- «Ліга Watchcar: Повернення чемпіона» (англ. Watchcar, 2017, озвучено на замовлення Cine+)
- «Черчиль» (англ. Churchill, 2017, озвучено на замовлення Cine+)
- «Чорний метелик» (англ. Black Butterfly, 2017, озвучено на замовлення Cine+)
- «Атомна блондинка» (англ. Atomic Blonde, 2017, озвучено на замовлення Cine+)
- «Тім Талер, або проданий сміх» (нім. Timm Thaler oder das verkaufte Lachen, 2017, озвучено на замовлення Cine+)
- «Мій маленький поні у кіно» (англ. My Little Pony: The Movie, 2017, озвучено на замовлення Cine+)
- «Наречений на двох» (фр. Jour J, 2017, озвучено на замовлення Cine+)
- «Ми монстри» (англ. Happy Family, 2017, озвучено на замовлення Cine+)
- «Ми — такі» (тур. Bizim Hikaye, 2017, озвучено на замовлення Нового каналу)
- «Джон Вік 2» (англ. John Wick: Chapter 2, 2017, озвучено на замовлення ICTV)
- «Найманець» (англ. American Assassin, 2017, озвучено на замовлення ICTV)
- «Шанхайський перевізник» (англ. S.M.A.R.T. Chase, 2017, озвучено на замовлення ICTV)
- «Час скажених псів» (англ. The Hunter's Prayer, 2017, озвучено на замовлення ICTV)
- «Повстання» (англ. Revolt, 2017, озвучено на замовлення ICTV)
- «Кавалерія» (англ. 12 Strong, 2018, озвучено на замовлення ICTV)
- «Сікаріо 2» (англ. Sicario: Day of the Soldado, 2018, озвучено на замовлення ICTV)
- «Полювання на злодіїв» (англ. Den of Thieves, 2018, озвучено на замовлення ICTV)
- «Татко гусак» (англ. Duck Duck Goose, 2018, озвучено на замовлення Cine+)
- «Таксі 5» (англ. Taxi 5, 2018, озвучено на замовлення Cine+)
- «Терор» (англ. The Terror, 2018, озвучено на замовлення AMC)
- «Усе про тварин» (озвучено на замовлення телекомпанії Інтер)
- «Людство: Історія кожного з нас» (озвучено на замовлення телекомпанії Інтер)
- «Апокаліпсис: Друга світова війна» (озвучено на замовлення телеканалу НТН)
- «У пошуках правди» (озвучено на замовлення телеканалу К1)
- «Пригоди декоратора» (озвучено на замовлення телеканалу К2)
- «Гордон Рамзі готує вдома» (озвучено на замовлення телеканалу К2)
- «Зайві 10 років» (озвучено на замовлення телеканалу К2)
- «Дивовижний дизайн» (озвучено на замовлення телеканалу К2)
- «Кумедна наука» (озвучено на замовлення телеканалу К2)
- «Руйнівники міфів» (озвучено на замовлення телеканалів Мега і НЛО TV)
- «Вай-аут» (озвучено на замовлення телеканалу Zoom)
- «Родина Да Вінчі» (озвучено на замовлення Піксель TV)
- «Маленькі європейці» (озвучено на замовлення Піксель TV)
- «Програми Baby TV» (озвучено на замовлення Піксель TV)
- «Збірка мультфільмів „Golden Films“» (озвучено на замовлення Піксель TV)
- «Кінотрейлери» (озвучено на замовлення кіноканалу Ентер-фільм)
- «У наближенні» (озвучено на замовлення AMC)
- «Випадкова кіностудія» (озвучено на замовлення AMC)
- «Легендарні кінотеатри» (озвучено на замовлення AMC)
- «Таємничий альбом Клінта Іствуда» (озвучено на замовлення AMC)
- «Хіп-хоп: Пісні, які потрясли Америку» (озвучено на замовлення AMC)
- «Програми телеканалу „Мега“» (озвучено українською)
- «Програми телеканалу „Дача“» (озвучено українською)
- «Програми телеканалу „Epoque“» (озвучено українською)
- «Програми телеканалу „36,6 TV“» (озвучено українською)
- «Програми телеканалу „КУС-КУС“» (озвучено українською)

Російська та українська продукція
- «Квітка-семицвітка» (рос. Цветик-семицветик, 1948, озвучено на замовлення К1)
- «Вовка у тридев'ятому царстві» (рос. Вовка в тридевятом царстве, 1965, озвучено на замовлення К1)
- «Мауглі» (5 серії) (рос. Маугли, 1967—1971, озвучено на замовлення К1)
- «Умка» (2 серії) (рос. Умка, 1969—1970, озвучено на замовлення К1)
- «Кентервільський привид» (рос. Кентервильское привидение, 1970, озвучено на замовлення К1)
- «„Тигри“ на льоду» (рос. «Тигры» на льду, 1971, озвучено на замовлення Cine+)
- «Остання пелюстка» (рос. Последний лепесток, 1977, озвучено на замовлення К1)
- «Шкура білого ведмедя» (рос. Шкура белого медведя, 1979, озвучено на замовлення Cine+)
- «Дрібниці життя» (рос. Мелочи жизни, 1980, озвучено на замовлення Cine+)
- «Незакінчений урок» (рос. Неоконченный урок, 1980, озвучено на замовлення Cine+)
- «Лісова пісня. Мавка» (рос. Лесная песня. Мавка, 1980, озвучено на замовлення Cine+)
- «Ярослав Мудрий» (рос. Ярослав Мудрый, 1981, озвучено на замовлення Cine+)
- «Будемо чекати, повертайся» (рос. Будем ждать, возвращайся, 1981, озвучено на замовлення Cine+)
- «Таємниця третьої планети» (рос. Тайна третьей планеты, 1981, озвучено на замовлення К1)
- «Аліса у Країні чудес та в Задзеркаллі» (рос. Алиса в Стране чудес и в Зазеркалье, 1981—1982, озвучено на замовлення К1)
- «Чарівні ліки» (рос. Волшебное лекарство, 1982, озвучено на замовлення К1)
- «Жив-був пес» (рос. Жил-был пёс, 1982, озвучено на замовлення К1)
- «Леонід Биков, якого любили всі» (рос. Леонид Быков, которого любили все, 1982, озвучено на замовлення Cine+)
- «Трест, який луснув» (рос. Трест, который лопнул, 1982, озвучено на замовлення Cine+)
- «Не було б щастя…» (рос. Не было бы счастья…, 1982, озвучено на замовлення Cine+)
- «Легенда про княгиню Ольгу» (рос. Легенда о княгине Ольге, 1983, озвучено на замовлення Cine+)
- «Миргород та його мешканці» (рос. Миргород и его обитатели, 1983, озвучено на замовлення Cine+)
- «Серед тисячі доріг» (рос. Среди тысячи дорог, 1983, озвучено на замовлення Cine+)
- «На мить озирнутися» (рос. На миг оглянуться, 1984, озвучено на замовлення Cine+)
- «Казки старого чарівника» (рос. Сказки старого волшебника, 1984, озвучено на замовлення Cine+)
- «Поки не випав сніг…» (рос. Пока не выпал снег…, 1984, озвучено на замовлення Cine+)
- «Розсмішіть клоуна» (рос. Рассмешите клоуна, 1984, озвучено на замовлення Cine+)
- «Два гусари» (рос. Два гусара, 1984, озвучено на замовлення Cine+)
- «Берег його життя» (рос. Берег его жизни, 1984, озвучено на замовлення Cine+)
- «Горщик каші» (рос. Горшочек каши, 1984, озвучено на замовлення К1)
- «Спокуса Дон-Жуана» (рос. Искушение Дон-Жуана, 1985, озвучено на замовлення Cine+)
- «Коли стають дорослими» (рос. Когда становятся взрослым, 1985, озвучено на замовлення Cine+)
- «Всього лише поворот» (рос. Всего один поворот, 1986, озвучено на замовлення Cine+)
- «Звинувачується весілля» (рос. Обвиняется свадьба, 1986, озвучено на замовлення Cine+)
- «Бережи мене, мій талісмане» (рос. Храни меня, мой талисман, 1986, озвучено на замовлення Cine+)
- «Самотня жінка бажає познайомитися» (рос. Одинокая женщина желает познакомиться, 1986, озвучено на замовлення Cine+)
- «Мільйон у шлюбному кошику» (рос. Миллион в брачной корзине, 1986, озвучено на замовлення Cine+)
- «Золотий ланцюг» (рос. Золотая цепь, 1986, озвучено на замовлення Cine+)
- «Пригоди пінгвіненяти Лоло» (рос. Приключения пингвиненка Лоло, 1986—1987, озвучено на замовлення К1)
- «Поки є час» (рос. Пока есть время, 1987, озвучено на замовлення Cine+)
- «Данило — князь Галицький» (рос. Даниил - князь Галицкий, 1987, озвучено на замовлення Cine+)
- «Автопортрет невідомого» (рос. Автопортрет неизвестного, 1988, озвучено на замовлення Cine+)
- «Нові пригоди янкі при дворі короля Артура» (рос. Новые приключения янки при дворе короля Артура, 1988, озвучено на замовлення Cine+)
- «Генеральна репетиція» (рос. Генеральная репетиция, 1988, озвучено на замовлення Cine+)
- «Дама з папугою» (рос. Дама с попугаем, 1988, озвучено на замовлення Cine+)
- «За прекрасних дам!» (рос. За прекрасных дам!, 1989, озвучено на замовлення Cine+)
- «Савраска» (рос. Савраска, 1989, озвучено на замовлення Cine+)
- «Коли спізнюються у ЗАГС…» (рос. Когда опаздывают в ЗАГС..., 1991, озвучено на замовлення Cine+)
- «Людина у зеленому кімоно» (рос. Человек в зеленом кимоно, 1991, озвучено на замовлення Cine+)
- «Кохання. Смертельна гра…» (рос. Любовь. Смертельная игра..., 1991, озвучено на замовлення Cine+)
- «Дике кохання» (рос. Дикая любовь, 1993, озвучено на замовлення Cine+)
- «Заручники страху» (рос. Заложники страха, 1993, озвучено на замовлення Cine+)
- «Принцеса на бобах» (рос. Принцесса на бобах, 1997, озвучено на замовлення Cine+)
- «Життя як цирк» (рос. Жизнь как цирк, 2000, озвучено на замовлення Cine+)
- «Право на захист» (рос. Право на защиту, 2002)
- «Жіноча інтуіція» (рос. Женская интуиция, 2003)
- «За два кілометри до нового року» (рос. В двух километрах до нового года, 2004)
- «Джокер» (рос. Джокер, 2004)
- «Діти Арбату» (рос. Дети Арбата, 2004, озвучено на замовлення НТН)
- «Полювання за тінню» (рос. Охота за тенью, 2005)
- «Просимо до столу, або обережно, кохання!» (рос. Кушать подано, или осторожно, любовь!, 2005)
- «Мовчазний свідок» (рос. Безмолвный свидетель, 2006—2009, озвучено на замовлення ТРК Україна)
- «Ангел із Орлі» (рос. Ангел из Орли, 2006)
- «Мертвий. Живий. Небезпечний» (рос. Мертвый. Живой. Опасный, 2006)
- «Жіноча робота з ризиком для життя» (рос. Женская работа с риском для жизни, 2006)
- «Без особливих прикмет» (рос. Без особых примет, 2006)
- «Професор в законі» (рос. Профессор в законе, 2006)
- «Дивне різдво» (рос. Странное рождество, 2006)
- «Фарт» (рос. Фарт, 2006, озвучено на замовлення Cine+)
- «Дикуни» (рос. Дикари, 2006, озвучено на замовлення Cine+)
- «КостяНіка. Час літа» (рос. КостяНика. Время лета, 2006, озвучено на замовлення Cine+)
- «А життя продовжується…» (рос. А жизнь продолжается..., 2006, озвучено на замовлення Cine+)
- «Сказання про двох-братів близнюків» (рос. Сказ про двух братьев-близнецов, 2006, озвучено на замовлення Cine+)
- «Старці-полковники» (рос. Старики-полковники, 2007)
- «Кохання під наглядом» (рос. Любовь под надзором, 2007)
- «Якщо у вас немає тітки…» (рос. Если у вас нету тёти..., 2007)
- «Ван Гог не винен» (рос. Ван Гог не виноват, 2007)
- «Ніколи тебе не забуду» (рос. Никогда тебя не забуду, 2007)
- «На мосту» (рос. На мосту, 2007)
- «Позаземний» (рос. Внеземной, 2007)
- «Доглядальниця» (рос. Сиделка, 2007)
- «Інше обличчя» (рос. Другое лицо, 2007)
- «Міський пейзаж» (рос. Городской пейзаж, 2007)
- «Фото моєї дівчини» (рос. Фото моей девушки, 2007)
- «Зникнення» (рос. Исчезновение, 2007)
- «Сьома пелюстка» (рос. Седьмой лепесток, 2007)
- «Ідеальна дружина» (рос. Идеальная жена, 2007)
- «Моя мама — снігуронька» (рос. Моя мама - снегурочка, 2007)
- «Коханий за наймом» (рос. Любимый по найму, 2007)
- «Головне — встигнути» (рос. Главное - успеть, 2007)
- «Лабіринти кохання» (рос. Лабиринты любви, 2007)
- «Фабрика щастя» (рос. Фабрика счастья, 2007)
- «Смерть шпигунам!» (рос. Смерть шпионам!, 2007)
- «Психопатка» (рос. Психопатка, 2007)
- «Любов одна» (рос. Любовь одна, 2007)
- «Кольє для снігової баби» (рос. Колье для снежной бабы, 2007)
- «Подорож у закоханість» (рос. Путешествие во влюбленность, 2007)
- «Всі повинні померти» (рос. Все должны умереть, 2007)
- «Знак долі» (рос. Знак судьбы, 2007)
- «Секунда до…» (рос. Секунда до..., 2007)
- «Ми дивно зустрілися» (рос. Мы странно встретились, 2007)
- «Коли її зовсім не чекаєш» (рос. Когда ее совсем не ждешь, 2007)
- «Добридень вам!» (рос. Здравствуйте вам!, 2007)
- «Ти завжди будеш зі мною» (рос. Ты всегда будешь со мной, 2007)
- «Попелюшка.ru» (рос. Золушка.ru, 2007)
- «Рік золотої рибки» (рос. Год золотой рыбки, 2007)
- «Репетитор» (рос. Репетитор, 2007)
- «Сестричка» (рос. Сестрёнка, 2007)
- «Криза Віри» (рос. Кризис Веры, 2007)
- «Тривожна відпустка адвоката Ларіної» (рос. Тревожный отпуск адвоката Лариной, 2007)
- «Я — охоронець» (рос. Я - телохранитель, 2007—2009, озвучено на замовлення НТН)
- «Попелюшка з райського острову» (рос. Золушка с райского острова, 2008, озвучено на замовлення ТРК Україна)
- «Час щастя» (2 частини) (рос. Время счастья, 2008—2011)
- «Дім, милий дім!» (рос. Дом, милый дом!, 2008)
- «Довгоочікуване кохання» (рос. Долгожданная любовь, 2008)
- «Маша та море» (рос. Маша и море, 2008)
- «Не підганяй кохання» (рос. Не торопи любовь, 2008)
- «Тато напрокат» (рос. Папа напрокат, 2008)
- «Білий паровоз» (рос. Белый паровоз, 2008)
- «Право на надію» (рос. Право на надежду, 2008)
- «Моя старша сестра» (рос. Моя старшая сестра, 2008)
- «Кардіограма кохання» (рос. Кардиограмма любви, 2008)
- «Арфа для коханої» (рос. Арфа для любимой, 2008)
- «Реквієм для свідка» (рос. Реквием для свидетеля, 2008)
- «Відлига» (рос. Оттепель, 2008)
- «Карасі» (рос. Караси, 2008)
- «Час гріхів» (рос. Время грехов, 2008)
- «Від тюрми і від суми» (рос. От тюрьмы и от сумы, 2008)
- «Гроші для доньки» (рос. Деньги для дочери, 2008)
- «Таємничий острів» (рос. Таинственный остров, 2008)
- «Вірний друг» (рос. Преданный друг, 2008)
- «Сюрприз» (рос. Сюрприз, 2008)
- «Торкнутися неба» (рос. Коснуться неба, 2008)
- «Уроки спокуси» (рос. Уроки обольщения, 2008)
- «Чорна сукня» (рос. Черное платье, 2008)
- «Вчитель музики» (рос. Учитель музыки, 2008)
- «Агентство „Мрія“» (рос. Агентство «Мечта», 2008)
- «Широка ріка» (рос. Широка река, 2008)
- «Ґудзик» (рос. Пуговица, 2008)
- «Несамотні» (рос. Неодинокие, 2008)
- «Щасливої дороги!» (рос. Счастливого пути!, 2008)
- «Мім Бім або Чуже життя» (рос. Мим Бим или Чужая жизнь, 2008)
- «Осінній вальс» (рос. Осенний вальс, 2008)
- «День залежності» (рос. День зависимости, 2008)
- «Сплячий і красуня» (рос. Спящий и красавица, 2008)
- «Почати спочатку. Марта» (рос. Начать сначала. Марта, 2008)
- «Прилетить раптом чарівник» (рос. Прилетит вдруг волшебник, 2008)
- «Жінка не склонна до авантюр» (рос. Женщина не склонная к авантюрам, 2008)
- «Мимра» (рос. Мымра, 2008, озвучено на замовлення Cine+)
- «На море!» (рос. На море!, 2008, озвучено на замовлення Cine+)
- «Бубон, барабан» (рос. Бубен, барабан, 2009, озвучено на замовлення Cine+)
- «Полювання на Вервольфа» (рос. Охота на Вервольфа, 2009)
- «Третього не дано» (рос. Третьего не дано, 2009)
- «Північний вітер» (рос. Северный ветер, 2009)
- «Вихід» (рос. Выход, 2009)
- «Переможець» (рос. Победитель, 2009)
- «Розлучниця» (рос. Разлучница, 2009)
- «Блудні діти» (рос. Блудные дети, 2009)
- «Право на помилування» (рос. Право на помилование, 2009)
- «Декілька примарних днів» (рос. Несколько призрачных дней, 2009)
- «Викрадення богині» (рос. Похищение богини, 2009)
- «Чужі душі» (рос. Чужие души, 2009)
- «Про любов» (рос. Про любовь, 2009)
- «Капля світла» (рос. Капля света, 2009)
- «Демони» (рос. Демоны, 2010)
- «Паршиві вівці» (рос. Паршивые овцы, 2010)
- «Я тебе нікому не віддам» (рос. Я тебя никому не отдам, 2010)
- «Трава під снігом» (рос. Трава под снегом, 2010)
- «Котовський» (рос. Котовский, 2010)
- «Зимовий сон» (рос. Зимний сон, 2010)
- «Небо у вогні» (рос. Небо в огне, 2010)
- «Мама напрокат» (рос. Мама напрокат, 2010)
- «Посміхнись, коли плачуть зірки» (рос. Улыбнись, когда плачут звёзды, 2010)
- «Амосов: Людина, яка любила людей» (рос. Амосов: Человек, который любил людей, 2010, озвучено на замовлення телеканалу Epoque)
- «Черговий ангел» (1—2 сезони) (рос. Дежурный ангел, 2010—2012, озвучено на замовлення НТН)
- «Темний світ» (2 частини) (рос. Темный мир, 2010—2013, озвучено на замовлення Cine+)
- «Хто кому хто» (рос. Кто кому кто, 2011, озвучено на замовлення Cine+)
- «Кульбабка» (рос. Одуванчик, 2011)
- «Чужі крила» (рос. Чужие крылья, 2011)
- «Биття серця» (рос. Биение сердца, 2011)
- «Моє нове життя» (рос. Моя новая жизнь, 2011)
- «Кохання на два полюси» (рос. Любовь на два полюса, 2011)
- «Арифметика підступності» (рос. Арифметика подлости, 2011)
- «Життя і пригоди Мишки Япончика» (рос. Жизнь и приключения Мишки Япончика, 2011)
- «Великі мрійники» (рос. Великие мечтатели, 2011—2013, озвучено на замовлення телеканалу Epoque)
- «Чай з бергамотом» (рос. Чай с бергамотом, 2012, озвучено на замовлення Cine+)
- «Новорічний шлюб» (рос. Новогодний брак, 2012, озвучено на замовлення Cine+)
- «Віддам дружину в хороші руки» (рос. Отдам жену в хорошие руки, 2012)
- «Перевертень у погонах» (рос. Оборотень в погонах, 2012)
- «Удача напрокат» (рос. Удача напрокат, 2012)
- «Остання роль Рити» (рос. Последняя роль Риты, 2012)
- «Щасливий квиток» (рос. Счастливый билет, 2012)
- «Сонцестояння» (рос. Солнцеворот, 2012)
- «Нічні ластівки» (рос. Ночные ласточки, 2012)
- «Наречена мого друга» (рос. Невеста моего друга, 2012)
- «Лекції для домогосподарок» (рос. Лекции для домохозяек, 2012)
- «Любити не можна забути» (рос. Любить нельзя забыть, 2012)
- «Кохання зі зброєю» (рос. Любовь с оружием, 2012)
- «Час кохати» (рос. Время любить, 2012)
- «Шлях у порожнечу» (рос. Дорога в пустоту, 2012)
- «Лист очікування» (рос. Лист ожидания, 2012)
- «Політ метелика» (рос. Полет бабочки, 2012)
- «Мрії з пластилину» (рос. Мечты из пластилина, 2012)
- «Навчаю грі на гітарі» (рос. Обучаю игре на гитаре, 2012)
- «Шукайте маму» (рос. Ищите маму, 2012)
- «Дід» (рос. Дед, 2012)
- «Сім'я» (рос. Семья, 2012)
- «Мільйонер» (рос. Миллионер, 2012)
- «Анна Герман» (рос. Анна Герман, 2012)
- «Роза прощальних вітрів» (рос. Роза прощальных ветров, 2012)
- «Нюхач» (рос. Нюхач, 2013—2019)
- «Ванька» (рос. Ванька, 2013)
- «Темні лабіринти минулого» (рос. Тёмные лабиринты прошлого, 2013)
- «Птах у клітці» (рос. Птица в клетке, 2013)
- «Криве дзеркало душі» (рос. Кривое зеркало души, 2013)
- «Вир чужих бажань» (рос. Водоворот чужих желаний, 2013)
- «Вангелія» (рос. Вангелия, 2013)
- «Я поруч» (рос. Я рядом, 2013)
- «Шулер» (рос. Шулер, 2013)
- «Домоправитель» (рос. Домоправитель, 2013)
- «Танці маріонеток» (рос. Танцы марионеток, 2013)
- «Пізнє каяття» (рос. Позднее раскаяние, 2013)
- «Фото на документи» (рос. Фото на документы, 2013)
- «Подвійне життя» (рос. Двойная жизнь, 2013)
- «Винищувачі» (1—2 сезони) (рос. Истребители, 2013—2015)
- «Тест на кохання» (рос. Тест на любовь, 2013, озвучено на замовлення Cine+)
- «Історія криміналістики» (рос. История криминалистики, 2014)
- «Незламна» (телеверсія) (рос. Битва за Севастополь, 2014)
- «Тільки не відпускай мене» (рос. Только не отпускай меня, 2014)
- «Пограбування по-жіночому» (рос. Ограбление по-женски, 2014)
- «Легковажна жінка» (рос. Ветряная женщина, 2014)
- «Все повернеться» (рос. Всё вернется, 2014)
- «Вітер в обличчя» (рос. Ветер в лицо, 2014)
- «Самотній за контрактом» (рос. Одинок за контрактом, 2014)
- «Гречанка» (рос. Гречанка, 2014)
- «Обраниця» (рос. Избранница, 2015)
- «Щоб побачити веселку» (рос. Чтобы увидеть радугу, 2015)
- «Поділися щастям своїм» (рос. Поделись счастьем своим, 2015)
- «Погана сусідка» (рос. Плохая соседка, 2015)
- «Закохані жінки» (рос. Влюбленные женщины, 2015)
- «Повернешся — поговоримо» (рос. Вернешься - поговорим, 2015)
- «Червона королева» (рос. Красная королева, 2015)
- «Ніконов і Ко» (рос. Никонов и Ко, 2015)
- «Жереб долі» (рос. Жребий судьбы, 2015)
- «Клан ювелірів» (рос. Клан ювелиров, 2015)
- «Прокурори» (рос. Прокуроры, 2015)
- «Код Костянтина» (рос. Код Константина, 2015)
- «Патруль „Самооборона“» (рос. Патруль „Самооборона“, 2015)
- «Володимирська, 15» (рос. Владимирская, 15, 2015—2016)
- «Реальна містика» (рос. Реальная мистика, 2015—)
- «Агенти справедливості» (рос. Агенты справедливости, 2016—)
- «Східні солодощі» (рос. Восточные сладости, 2016—2018)
- «Маестро» (рос. Маэстро, 2016)
- «Кримінолог» (рос. Криминолог, 2016)
- «Мереживо долі» (рос. Нити судьбы, 2016)
- «Вікно життя» (рос. Окно жизни, 2016)
- «Майор і магія» (рос. Майор и магия, 2016)
- «Анна-детектив» (рос. Анна-детективъ, 2016)
- «Якби так якби» (рос. Если бы да кабы, 2016)
- «Потрійний захист» (рос. Тройная защита, 2016)
- «Забудь і згадай» (рос. Забудь и вспомни, 2016)
- «Життя після життя» (рос. Жизнь после жизни, 2016)
- «Улюблена вчителька» (рос. Любимая учительница, 2016)
- «Бестселер по любові» (рос. Бестселлер по любви, 2016)
- «Коли минуле попереду» (рос. Когда прошлое впереди, 2016)
- «Я кохаю свого чоловіка» (рос. Я люблю своего мужа, 2016)
- «Фото на недобру пам'ять» (рос. Фото на недобрую память, 2016)
- «Будинок на холодному ключі» (рос. Дом на холодном ключе, 2016)
- «40+ або Геометрія почуттів» (рос. 40+ или геометрия чувств, 2016)
- «Хрещена» (рос. Крёстная, 2016, озвучено на замовлення Cine+)
- «Фатальна пісня» (рос. Роковая песня, 2017, озвучено на замовлення Cine+)
- «Тато Ден» (рос. Папа Дэн, 2017)
- «Два життя» (рос. Две жизни, 2017)
- «Лінія світла» (рос. Линия света, 2017)
- «Обираючи долю» (рос. Выбирая судьбу, 2017)
- «Таємниці і брехня» (рос. Тайны и ложь, 2017)
- «Кафе на Садовій» (рос. Кафе на Садовой, 2017)
- «Червоні браслети» (рос. Красные браслеты, 2017)
- «Кохання за законом» (рос. Следствие любви, 2017)
- «Коротке слово „Ні“» (рос. Короткое слово «Нет», 2017)
- «Прощаюся востаннє» (рос. В последний раз прощаюсь, 2017)
- «Що робить твоя дружина?» (рос. Что делает твоя жена?, 2017)
- «Клянуся кохати тебе вічно» (рос. Клянусь любить тебя вечно, 2017)
- «Одружити не можна помилувати» (рос. Женить нельзя помиловать, 2017)
- «Ніщо не трапляється двічі» (рос. Ничто не случается дважды, 2018—2020)
- «Менталіст» (рос. Менталист, 2018)
- «Краще за всіх» (рос. Лучше всех, 2018)
- «Контакт» (рос. Контакт, 2018)
- «Вір мені» (рос. Верь мне, 2018)
- «Схованки» (рос. Прятки, 2019)
- «Квочка» (рос. Наседка, 2019)
- «Годинник із зозулею» (рос. Часы с кукушкой, 2019)
- «Та, що бачить завтра» (рос. Смотрящая вдаль, 2019)
- «Невипадкові зустрічі» (рос. Неслучайные встречи, 2019)
- «Роман з детективом» (рос. Роман с детективом, 2020)
- «Хіба можна мріяти про більше» (рос. Разве можно мечтать о большем, 2020)
- «Не хочу тебе втрачати» (рос. Не хочу тебя терять, 2020)
- «Вірна подруга» (рос. Верная подруга, 2020)
- «Поговори з нею» (рос. Поговори с ней, 2020)
- «Після зими» (рос. После зимы, 2020)
- «Рись» (рос. Рысь, 2020)
- «Решала» (рос. Решала, дубльовано на замовлення 2+2)
- «Кремль-9» (рос. Кремль-9, озвучено на замовлення телеканалу Мега)
- «Битва цивілізації» (рос. Битва цивилизаций, озвучено на замовлення телеканалу Мега)
- «Секретні території» (рос. Секретные территории, озвучено на замовлення телеканалу Мега)
- «Їжа богів» (рос. Пища богов, озвучено на замовлення телеканалу Мега)
- «Гучна справа» (рос. Странное дело, озвучено на замовлення телеканалу Мега)
- «Фантастичні історії» (рос. Фантастические истории, озвучено на замовлення телеканалу Мега)
- «Детективи» (рос. Детективы, озвучено на замовлення телеканалу НТН)
- «Зрозуміти. Пробачити» (рос. Понять. Простить, озвучено на замовлення телеканалу НТН)
- «Нехай говорять» (рос. Пусть говорят, озвучено на замовлення ТРК Україна)
- «Казкова Русь» (озвучено на замовлення Квартал TV)
- «Мульти Барбара» (озвучено на замовлення Квартал TV)
- «Київ Вечірній» (озвучено на замовлення Квартал TV)
- «Розсміши коміка» (озвучено на замовлення Квартал TV)
- «Одного разу під Полтавою» (озвучено на замовлення Квартал TV)
- «Країна У» (озвучено на замовлення Квартал TV)

## Дубляж російською
Закордонна продукція
- «Серце на долоні» (пол. Serce na dloni, 2008)

## Закадрове озвучення російською
Дублювання неукраїномовної-в-оригіналі кінопродукції
- «Класичні герої» (англ. Classic heroes, 1926—1957, озвучено російською на замовлення відеокомпанії Віккон)
- «Моряк Попай» (англ. Popeye the Sailor, 1936—1957, озвучено російською на замовлення відеокомпанії Віккон)
- «Стар Трек» (англ. Star Trek, 1966—1969, озвучено російською на замовлення кіноканалу Ентер-фільм)
- «Пригоди Скіппі» (англ. The Adventures of Skippy, 1992, озвучено російською на замовлення Salmon Distribution)
- «Оголена дівчина з обкладинки» (англ. Centerfold, 1996, озвучено російською на замовлення відеокомпанії Віккон)
- «Пригоди Синдбада» (англ. The Adventures of Sinbad, 1996—1998)
- «Кафе Тобі» (італ. Tobia al caffé, 2000, озвучено російською на замовлення компанії Мост-Медіа)
- «Гладіатор» (англ. Gladiator, 2000, озвучено російською на замовлення телекомпанії Інтер)
- «Жінка з ароматом кави» (ісп. Cuando seas mia, 2001—2002, озвучено російською на замовлення Salmon Distribution)
- «Як сказав Джим» (англ. According to Jim, 2001—2009, озвучено російською на замовлення SET)
- «Договір» (англ. The Pact, 2003, озвучено російською на замовлення відеокомпанії Віккон)
- «Щасливий час» (англ. Happy Hour, 2003, озвучено російською на замовлення компанії IntWestVideo)
- «Божевільні перегони» (нім. Crazy Race, 2003, озвучено російською на замовлення компанії Мост-Медіа)
- «Диво Берна» (нім. Das Wunder von Bern, 2003)
- «Нарко» (англ. Narco, 2004, озвучено російською на замовлення IntWestDistribution)
- «Принци повітря» (англ. Air Buddies, 2006, озвучено російською на замовлення Aurora Distribution)
- «Смарагдове намисто» (ісп. Collar de esmeraldas, 2006)
- «Забуті» (англ. The Forgotten, 2009, озвучено російською на замовлення НТН)
- «Правила зйому» (англ. The Dating Guy, 2009, озвучено російською на замовлення Sony Turbo)
- «По сигарети» (фр. Elle s'en va, 2010, озвучено російською на замовлення телекомпанії Інтер)
- «Чоловіки у справі» (англ. Men at Work, 2012, озвучено російською на замовлення Sony Turbo)
- «Портал юрського періоду: Новий світ» (англ. Primeval: New World, 2012—2013, озвучено російською на замовлення Sony Sci-Fi)
- «Хочеш чи ні» (фр. Tu veux... on tu veux pas?, 2014, озвучено російською на замовлення телекомпанії Інтер)
- «Танго Тоні» (англ. Tony Tango, 2015, озвучено російською на замовлення студії Телефуд)
- «Мисливці за привидами» (озвучено російською на замовлення Sony Sci-Fi)
- «1000 способів померти» (озвучено російською на замовлення Sony Sci-Fi)
- «Бамма: Бої без правил» (озвучено російською на замовлення Sony Sci-Fi)
- «Великі люди» (озвучено російською на замовлення телеканалів Da Vinci Learning та Epoque)
- «Королі Франції» (озвучено російською на замовлення телеканалу Epoque)
- «Письменники Франції» (озвучено російською на замовлення телеканалу Epoque)
- «Художники Франції» (озвучено російською на замовлення телеканалу Epoque)
- «Портрети нації» (озвучено російською на замовлення телеканалу Epoque)
- «Спогади» (озвучено російською на замовлення телеканалу Epoque)
- «Великі танкові битви» (озвучено російською на замовлення телеканалу Epoque)
- «Дивовижний світ поїздів» (озвучено російською на замовлення телеканалу Epoque)
- «Колекція індійського кіно» (озвучено російською на замовлення Bollywood HD)
- «Колекція світового кіно» (озвучено російською на замовлення AMC)
- «Випадкова кіностудія» (озвучено російською на замовлення AMC)
- «Реальне кіно» (озвучено російською на замовлення телеканалу Настоящее Время)
- «Хроніки Гітлера» (озвучено російською на замовлення телеканалу Настоящее Время)
- «Актуальне майбутнє» (озвучено російською на замовлення телеканалу Настоящее Время)
- «Блискуча ідея» (озвучено російською на замовлення телеканалу Настоящее Время)
- «Гра з небезпекою» (озвучено російською на замовлення телеканалу Настоящее Время)
- «У центрі бурі» (озвучено російською на замовлення телеканалу Настоящее Время)
- «Фонко» (озвучено російською на замовлення телеканалу Настоящее Время)
- «Серіали „AXN Sci-Fi“» (озвучено російською)
- «Програми „Outdoor“» (озвучено російською)
- «Програми „Zone Club“» (озвучено російською)
- «Програми „Wedding TV“» (озвучено російською)
- «Програми „Extreme Sport“» (озвучено російською)
- «Програми „Chasse et Peche“» (озвучено російською)
- «Програми „Da Vinci Learning“» (озвучено російською)

Дублювання україномовної-в-оригіналі кінопродукції
- «Голод-33» (озвучено російською)
- «Сторожова застава» (дубльовано російською для телеверсії на замовлення Film.ua, 2018)
- «Скажене весілля» (2 частини) (озвучено російською на замовлення Film.ua, 2018—2019)
- «Черговий лікар» (озвучено російською 4—7 сезони на замовлення Film.ua, 2018—2019)
- «Пошта» (дубльовано російською 1 сезон на замовлення Film.ua, 2019)
- «Новенька» (дубльовано російською 1 сезон на замовлення Film.ua, 2019)
- «Поліна і таємниця кіностудії» (дубльовано російською на замовлення Film.ua, 2019)
- «Відважні» (дубльовано російською 1 сезон на замовлення Film.ua, 2020)
- «І будуть люди» (дубльовано російською на замовлення Film.ua, 2020)
- «Перші ластівки. Zалежні» (дубльовано російською 2 сезон на замовлення Кінопоіск HD, 2020)
- «Віддана» (дубльовано російською на замовлення Film.ua, 2020)